# 1933
1933 (MCMXXXIII) byl rok, který dle gregoriánského kalendáře započal nedělí.

## Události

### Československo
- 22. ledna – přívrženci Národní obce fašistické se pokusili o puč, když v 0:30 přepadli židenické Svatoplukovy kasárny.
- 16. února – byla sepsána Malá dohoda mezi Rumunskem, Jugoslávií a Československem
- 28. února – vrchol nezaměstnanosti v Československu. Zprostředkovatelny práce evidovaly 920 182 nezaměstnaných. Odhaduje se, že skutečný stav byl až o 1/3 vyšší.
- 21. března – zákon o Půjčce práce, mající krýt rozpočtové schodky během hospodářské krize.
- 9. června – schválen zmocňovací zákon, dávající vládě mimořádné pravomoci v hospodářské oblasti
- 28. října – státní svátek a 15. výročí vzniku Československé republiky oslavil prezident republiky Tomáš Garrigue Masaryk jízdou na přiděleném policejním koni (jeho oblíbený Hektor již nebyl) v čele přehlídkového průvodu od muzea na Václavském náměstí až na dnešní náměstí Jana Palacha, kde byla přehlídková tribuna.[1]
- 31. prosince – vyhlášeny národní přírodní rezervace Novozámecký rybník, Přírodní rezervace Velký a Malý Polom, Chlumská stráň
- první ovocný jogurt byl vymyšlen v Radlické mlékárně na Smíchově
- byla zahájena stavba Letiště Praha-Ruzyně
- poprvé se jel závod 1000 mil československých

### Svět
- 30. ledna – Německý prezident Paul von Hindenburg jmenoval Adolfa Hitlera říšským kancléřem.
- 15. února – Italský imigrant a anarchista Giuseppe Zangara spáchal v Miami neúspěšný atentát na amerického prezidenta Franklina Delano Roosevelta. Při útoku těžce zranil starostu Chicaga Antonína Čermáka, který později na následky svých zranění zemřel.
- 27. února – Došlo k požáru Říšského sněmu v Berlíně.
- 28. února – V reakci na požár Říšského sněmu vydal prezident Hindenburg Dekret o požáru Říšského sněmu, který značně omezil řadu občanských práv.
- 4. března – Proběhla inaugurace 32. prezidenta Spojených států amerických Franklina D. Roosevelta.
- 5. března – V německých volbách do říšského sněmu vyhráli nacisté se ziskem 43,9 % hlasů. Šlo o poslední předválečné volby s účastí více politických stran.
- 12. března – Franklin D. Roosevelt začal s pravidelným večerním rozhlasovým vysíláním, kde americkým občanům vysvětloval svoji politiku.
- 22. března – Otevření prvního koncentračního tábora Dachau nedaleko Mnichova.
- 23. března – Přijetím Zmocňovacího zákona získali nacisté v čele s Hitlerem absolutní moc.
- 3. dubna – Při nehodě americké vzducholodě USS Akron zahynulo 73 ze 76 osob na palubě.
- 17. května – založena norská fašistická strana Nasjonal Samling
- 26. dubna – Vznik gestapa, nacistické tajné policie.
- 3. června – Papež Pius XI. vydal encykliku Dilectissima nobis.
- 20. července – podepsán Říšský konkordát mezi Německou říší a Svatým stolcem
- 30. srpna – Založení letecké společnosti Air France.
- 14. října – Německo vystoupilo ze Společnosti národů.
- 12. listopadu – V listopadových německých volbách do říšského sněmu odevzdalo hlas NSDAP přes 92 % voličů. Ve volbách nemohla kandidovat žádná opoziční strana.
- 8. prosince – Svatořečení Bernadette Soubirous.
- 26. prosince – Na území Ruska dopadl meteorit známý jako Pervomajskij posjolok.
- erupce sopky Vesuv; Itálie
- podepsána konvence o právech a povinnostech států; Montevideo
- obě meklenburské země se staly součástí Německa

## Vědy a umění
- 20. ledna – V Československu měl premiéru film Gustava Machatého Extase.
- 2. března – V New Yorku měl premiéru první film o monstru King Kongovi.
- 16. září – Emil František Burian založil v Praze divadlo D 34
- 5. října – Premiéra česko-polského filmu Dvanáct křesel, 16. filmu Vlasty Buriana. Film se nedochoval v úplné podobě – chybí asi devět minut.
- 1. listopadu – Premiéra českého filmu podle stejnojmenné románu Ignáta Herrmanna U snědeného krámu režiséra Martina Friče
- 16. listopadu – České letadlo poprvé vzlétlo na pozorování leonidů
- 21. listopadu – Ella Fitzgeraldová vyhrála amatérskou soutěž zpěváků v Harlemském divadle Apollo.
- Fritz Zwicky publikoval teorii Temné hmoty
- ve Velké Británii založena dokumentaristická skupina GPO Film Unit
- v SSSR se začíná se zplyňováním uhlí pod zemí
- A. V. Moskvin zdokonalil ikonoskop a vynalezl mozaikovou elektrodu.

## Nobelova cena
- Nobelova cena za fyziku – Werner Heisenberg, Erwin Schrödinger a Paul Dirac za práce na poli teoretické a atomové fyziky
- Nobelova cena za fyziologii a lékařství – Thomas Morgan za práce v oboru biologie dědičnosti
- Nobelova cena za chemii – nebyla udělena
- Nobelova cena za literaturu – Ivan Alexejevič Bunin
- Nobelova cena za mír – nebyla udělena

## Narození

### Česko

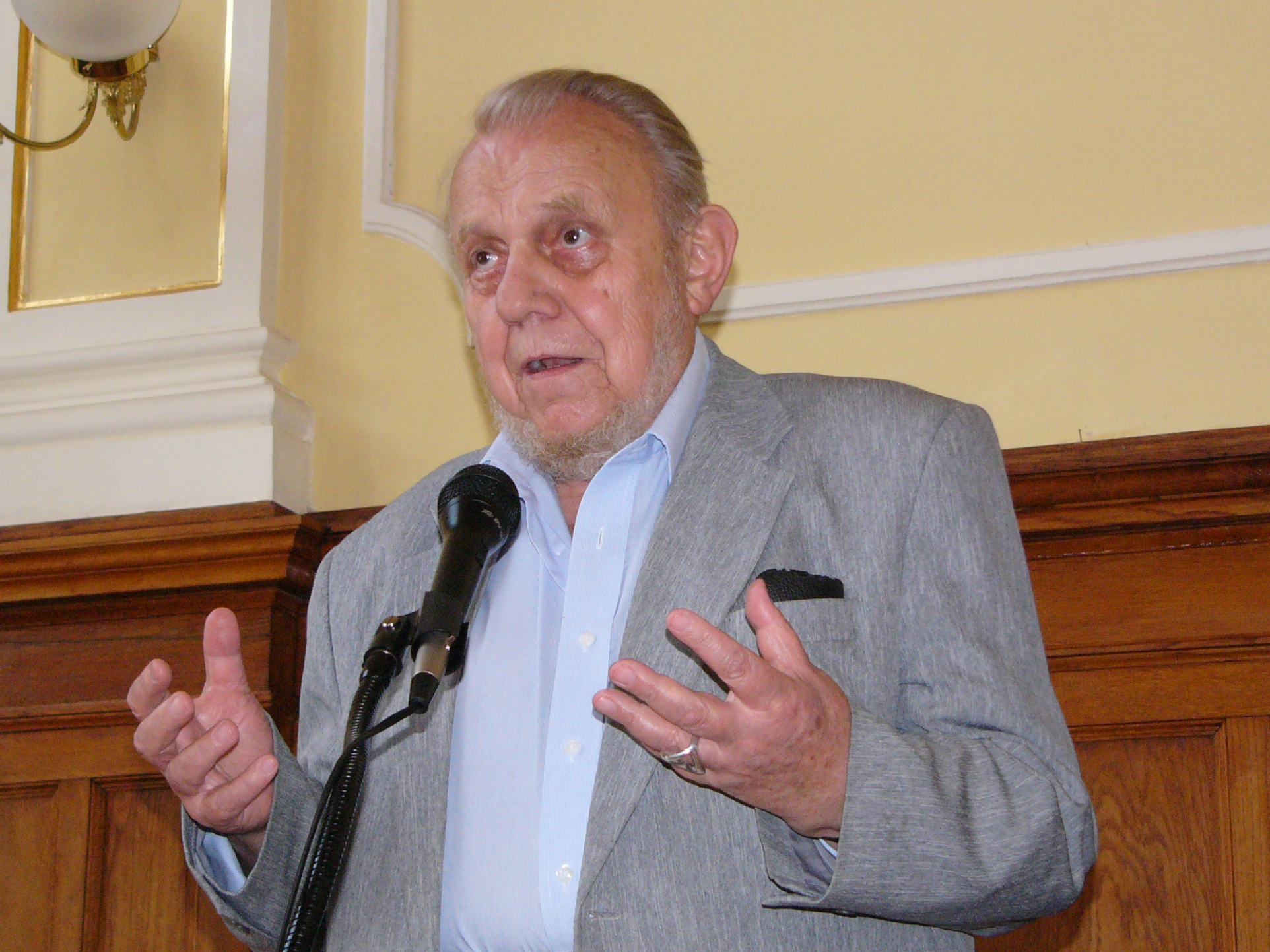
Erazim Kohák (* 21. května)

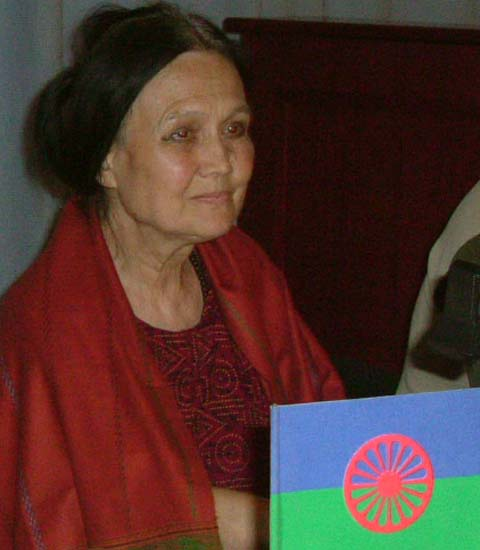
Milena Hübschmannová (* 10. června)

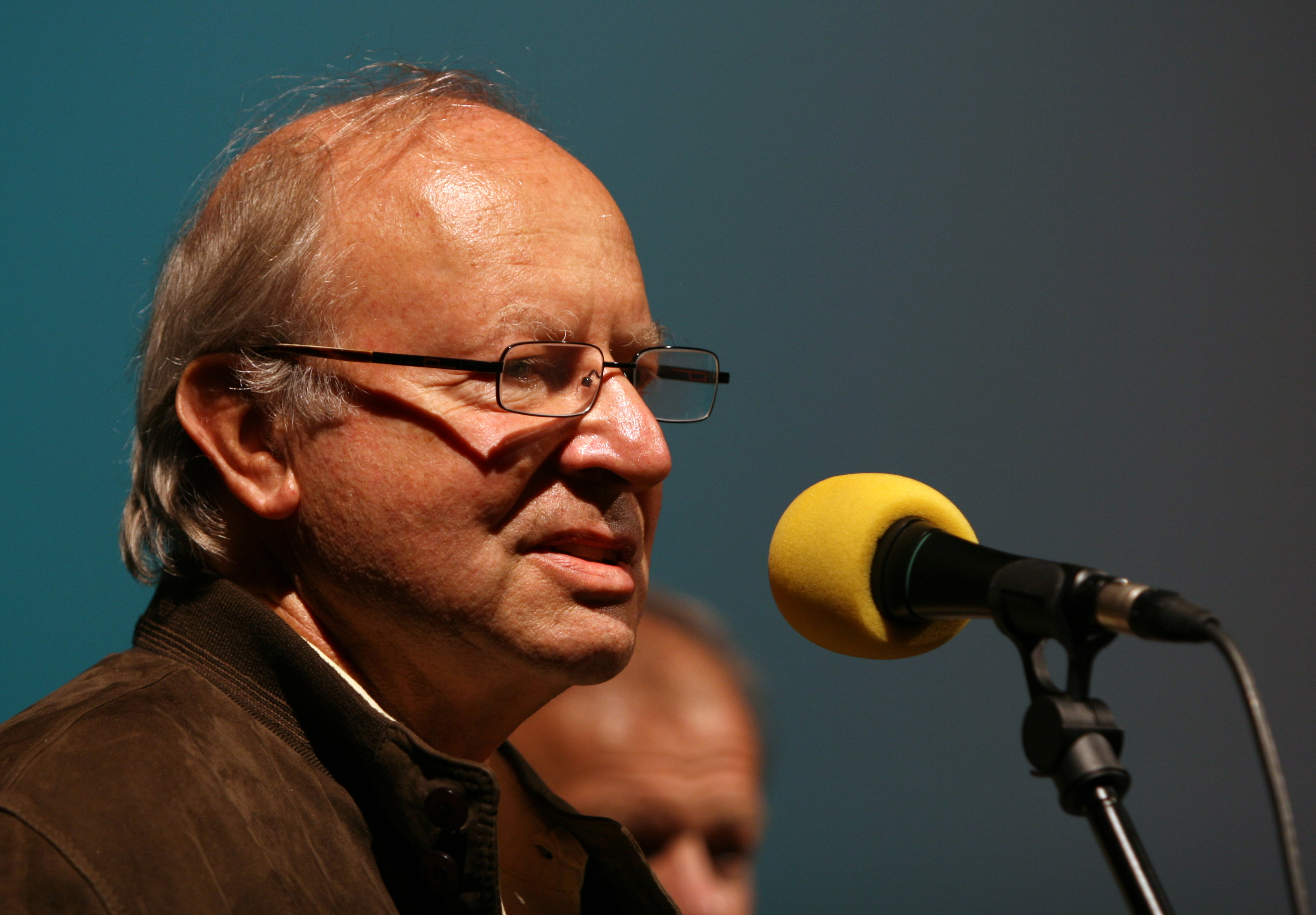
Ivan Passer (* 10. července)

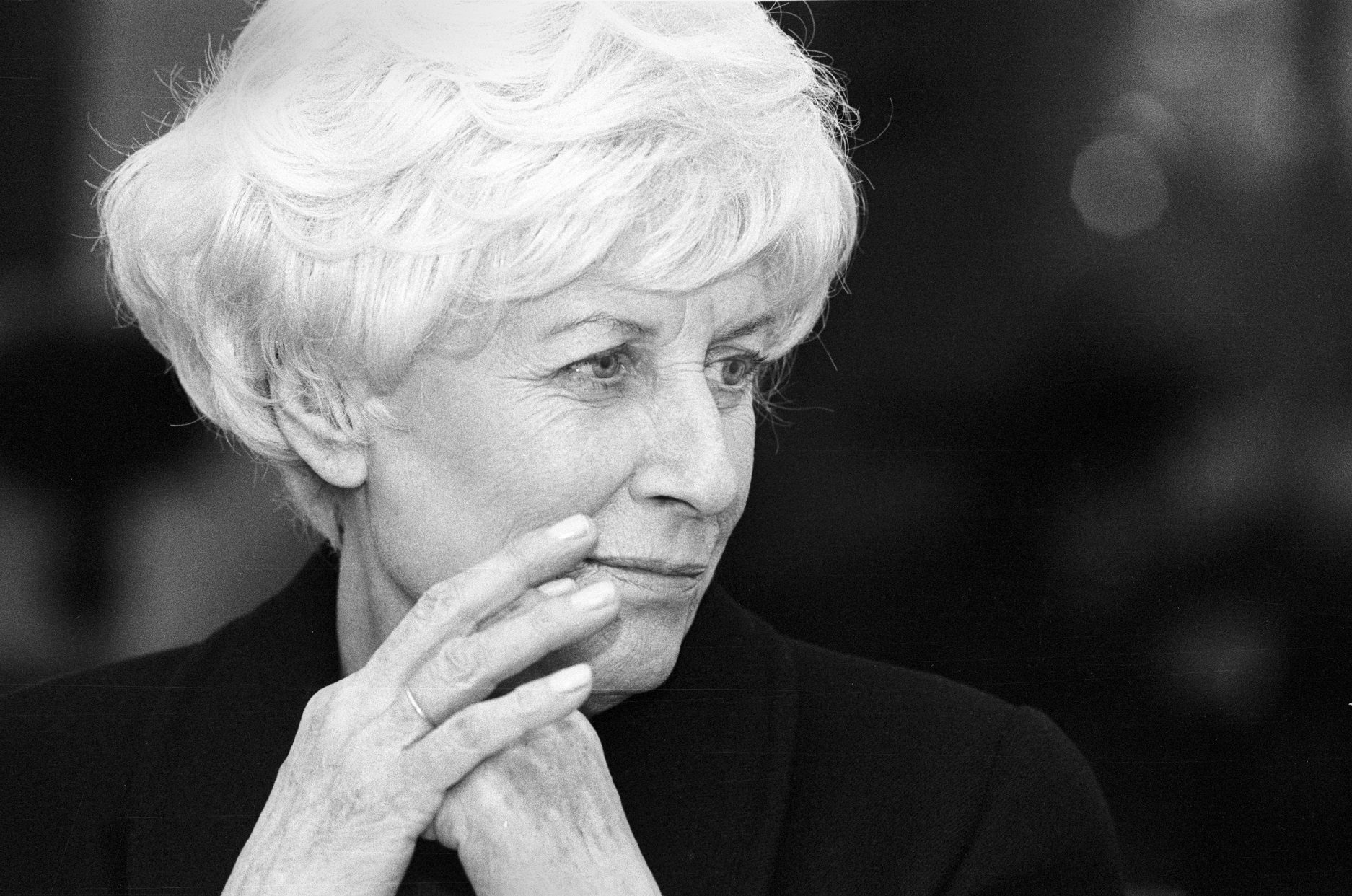
Olga Havlová (* 11. července)

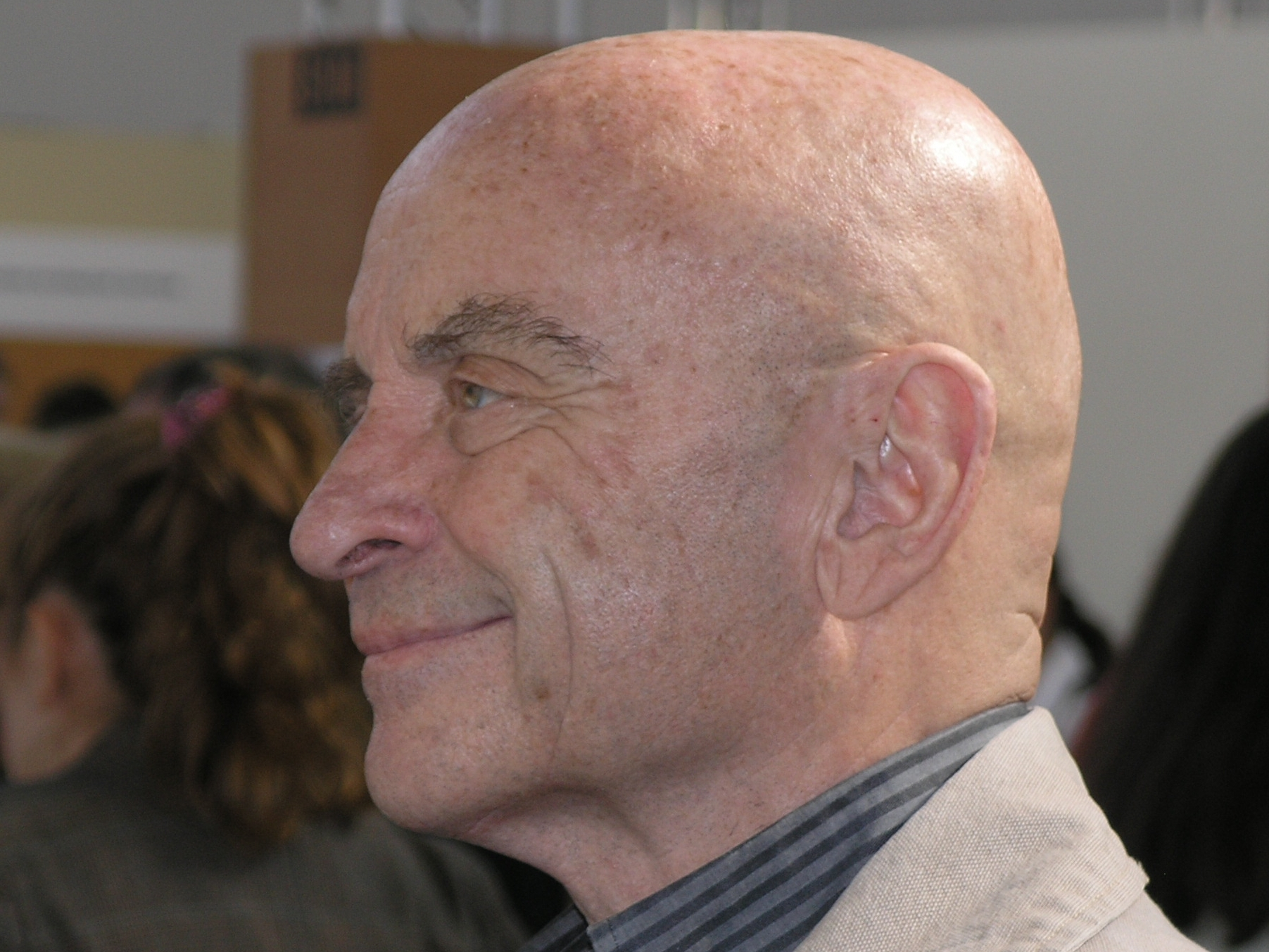
Bořivoj Navrátil (* 26. září)

- 02. ledna – Jarmila Veselá, zpěvačka, flétnistka a herečka († 13. dubna 2017)
- 03. ledna – Karel Paulus, volejbalový hráč a trenér († 31. října 2003)
- 8. ledna – Julie Svobodová, malířka, grafička a ilustrátorka († 3. srpna 1998)
- 09. ledna – Vilém Prečan, historik
- 10. ledna – Josef Randa, sochař a exulant († 6. července 2005)
- 12. ledna
  - Sáva Šabouk, historik umění († 31. ledna 1993)
  - Josef Henke, režisér, scenárista, autor rozhlasových her († 19. března 2006)
- 17. ledna – Lubomír Skřivánek, sochař a malíř († 27. října 1994)
- 19. ledna – Robert Sak, historik († 14. srpna 2014)
- 23. ledna
  - Emílie Tomanová, malířka a grafička († 16. března 1994)
  - Zdeněk Pičman, československý fotbalový reprezentant († 6. července 2014)
- 30. ledna – Milena Vecková-Blahoutová, československá basketbalistka († 1. května 2018)
- 12. února – Vladimír Suchánek, malíř a grafik († 25. ledna 2021)
- 14. února – Míla Myslíková, filmová a divadelní herečka a spisovatelka († 11. února 2005)
- 17. února – Karel Sklenička, hudební skladatel a varhaník († 26. března 2001)
- 19. února – Milan Iglo, hudební skladatel a pedagog
- 20. února – Bronislav Malý, tvůrce písma, typograf a pedagog († 2019)
- 22. února – Vladimír Veselý, odborník v oblasti včelařství († 8. května 2013)
- 23. února – Zdeněk Velíšek, moderátor, redaktor, reportér, překladatel a tlumočník († 18. června 2022)
- 05. března – Eduard Ovčáček, básník, grafik, sochař, malíř, fotograf († 5. prosince 2022)
- 08. března
  - Pavel Gan, literární vědec a prozaik
  - Věra Horáková, československá basketbalistka
- 09. března – Stanislav Milota, kameraman a signatář Charty 77 († 18. února 2019)
- 10. března
  - Zdeněk Frolík, matematik († 3. května 1989)
  - František Hobizal, kněz a spisovatel († 8. července 2001)
- 12. března – Valentina Thielová, herečka († 15. října 2022)
- 20. března – Luděk Munzar, herec († 26. ledna 2019)
- 24. března – Jiří Klobouk, spisovatel, scenárista, kameraman a jazzový pianista
- 29. března – Matylda Šínová-Matoušková, československá gymnastka, bronzová medailistka z OH 1952
- 31. března – Miloš Petr, hráč na lesní roh († 2. března 2001)
- 1. dubna – Zbyněk Ungr, rozhlasový redaktor
- 04. dubna
  - Ladislav Přáda, československý fotbalový reprezentant († 19. prosince 1995)
  - Ladislav Holý, antropolog († 13. dubna 1997)
- 06. dubna – Jiří Březina, německý geolog
- 07. dubna – Stanislav Vávra, básník a spisovatel († 11. října 2020)
- 08. dubna – Jaroslav Smolka, hudební režisér, muzikolog a skladatel († 19. srpna 2011)
- 18. dubna – Pavel Říčan, psycholog († 25. prosince 2024)
- 21. dubna – Petr Pokorný, evangelický teolog († 18. ledna 2020)
- 30. dubna – Karla Erbová, básnířka a spisovatelka († 19. března 2024)
- 01. května – František Jursa, cyklista a trenér († 28. prosince 2022)
- 02. května – Eva Klepáčová, herečka († 18. června 2012)
- 08. května – Jaroslav Oliverius, arabista a hebraista († 13. srpna 2020)
- 09. května – Jiří Chvála, sbormistr a pedagog
- 12. května – Ivo Pavlík, hudební skladatel, klávesista a klarinetista († 12. srpna 2017)
- 20. května – Zdeněk Vašíček, filosof, esejista, historik, archivář, archeolog († 13. dubna 2011)
- 21. května – Erazim Kohák, filosof a publicista († 8. února 2020)
- 22. května
  - Dalimil Klapka, herec († 14. června 2022)
  - Ivo Tretera, filosof († 7. ledna 2012)
- 25. května
  - Jaromír Šavrda, spisovatel, disident a chartista († 2. května 1988)
  - Jindřich Brabec, hudební skladatel a publicista († 5. července 2001)
  - František Zoulík, právník a vysokoškolský pedagog († 23. března 2013)
- 27. května – Jiří Polák, politolog, překladatel, spisovatel
- 06. června – Tomáš Pasák, historik († 26. října 1995)
- 09. června – Vladivoj Tomek, skaut, oběť komunistického režimu († 17. listopadu 1960)
- 10. června – Milena Hübschmannová, indoložka a zakladatelka české romistiky († 8. září 2005)
- 21. června – Zdeněk Novák, herec
- 22. června – Libor Pešek, dirigent († 23. října 2022)
- 24. června – František Vicena, herec a divadelní pedagog († 15. října 1984)
- 25. června – Věra Hrochová, historička a byzantoložka († 9. října 1996)
- 27. června – Ivo Zajonc, československý zoolog a astronom († 26. června 2021)
- 03. července – František Štorek, novinář, spisovatel a básník († 19. června 1999)
- 04. července – Vojtěch Adamec, sochař († 28. března 2011)
- 06. července – Vladimír Miltner, indolog († 13. ledna 1997)
- 10. července – Ivan Passer, česko-americký filmový scenárista a režisér († 9. ledna 2020)
- 11. července – Olga Havlová, první manželka českého prezidenta Václava Havla († 27. ledna 1996)
- 15. července – Jindřiška Klímová, novinářka a spisovatelka († 5. dubna 2020)
- 18. července – František Tikal, československý hokejový reprezentant († 10. srpna 2008)
- 22. července
  - Jana Rabasová, sportovní gymnastka a olympijská medailistka († 2008
  - Evžen Quitt, geograf a klimatolog († 19. srpna 2013)
- 26. července
  - Ctibor Nečas, český historik († 19. prosince 2017)
  - Jiří Veselský, český básník († 18. dubna 2004)
- 27. července – Alena Reichová, sportovní gymnastka a olympijská medailistka († 21. června 2011)
- 01. srpna – Dušan Třeštík, historik a publicista († 23. srpna 2007)
- 03. srpna – Miroslav Houra, ilustrátor, pedagog, grafik, malíř, typograf († 19. ledna 2006)
- 05. srpna – Ludvík Kolek, architekt, sochař a malíř († 27. května 2021)
- 06. srpna
  - Josef Kolmaš, sinolog a tibetolog († 9. února 2021)
  - Jiří Vašíček, zpěvák († 13. listopadu 2001)
- 09. srpna – Josef Krása, historik umění středověku a pedagog († 20. února 1985)
- 13. srpna – Alois Mikulka, malíř, sochař, grafik, ilustrátor, scénograf a spisovatel († 27. června 2024)
- 14. srpna – Václav Rabas, varhaník, publicista, hudební pedagog a politik († 20. dubna 2015)
- 18. srpna
  - Pavel Jurkovič, hudebník, zpěvák, skladatel a popularizátor lidových písní († 4. února 2015)
  - Ivar Otruba, architekt († 31. srpna 2022)
- 20. srpna – Milan Tichák, historik a spisovatel († 23. září 2020)
- 21. srpna – Jaromír Johanes, ministr zahraničních věcí ČSSR
- 25. srpna – Luděk Frýbort, exilový spisovatel († 20. listopadu 2019)
- 27. srpna – Rudolf Dašek, čjazzový kytarista a skladatel († 1. února 2013)
- 28. srpna – Jaroslav Tejral, archeolog († 9. ledna 2024)
- 06. září – Josef Stolařík, československý volejbalový reprezentant († 1. ledna 2023)
- 12. září – Petr Zvolský, psychiatr († 29. října 2014)
- 25. září – Josef Němec, boxer, bronzový olympionik z Říma (1960) († 10. září 2013)
- 26. září – Bořivoj Navrátil, divadelní a filmový herec († 31. října 2011)
- 29. září – Josef Kadraba, československý fotbalový reprezentant († 5. srpna 2019)
- 02. října – Karel Hála, zpěvák († 6. července 2008)
- 04. října – Miloš Matras, horolezec, zasloužilý mistr sportu († 31. května 1970)
- 14. října – Václav Šašek, dramaturg a filmový scenárista († 21. září 2023)
- 15. října
  - Vladimír Vašků, historik
  - Vladimír Novotný, hudebník, folklorista, hudební aranžér a pedagog († 4. srpna 2007)
- 21. října – Zdena Salivarová, zpěvačka, prozaička, překladatelka
- 29. října
  - Miloš Hlavica, herec a malíř († 12. srpna 2015)
  - Miloslav Nevrlý, zoolog, publicista, spisovatel, cestovatel
- 31. října – Evžen Neustupný, archeolog († 14. ledna 2021)
- 02. listopadu – Vladimír Jirásek, československý vodní slalomář († 14. května 2018)
- 07. listopadu – Jan Stejskal, ministr financí Československé socialistické republiky († 12. července 2013)
- 21. listopadu – Jiří Velemínský, rostlinný genetik († 23. února 2008)
- 24. listopadu – Jan Jílek, dramatik, spisovatel, scenárista a herec († 6. října 2011)
- 01. prosince – Zdeněk Bobrovský, československý basketbalista a trenér († 21. listopad 2014)
- 06. prosince – Jiří Tichý, československý fotbalový reprezentant († 26. srpna 2016)
- 09. prosince – Zdena Fibichová, sochařka, keramička a malířka († 17. června 1991)
- 13. prosince – Eva Filemonová, malířka a sochařka († 17. září 2014)
- 14. prosince – Milan Lukeš, historik, překladatel a politik († 22. září 2007)
- 15. prosince
  - Marcel Halouzka, loutkoherec († 23. září 1989)
  - Oldřich Slavík, herec († 26. června 1996)
- 19. prosince – Jiří Brož, herec († 8. září 2019)
- 25. prosince – Eva Křížová-Dobiášová, československá basketbalistka († 2024)
- 30. prosince – Zdeněk Humhal, volejbalový reprezentant († 24. listopadu 2015)
- ? – Vladimír Malíšek, fyzik, pedagog a spisovatel

### Svět

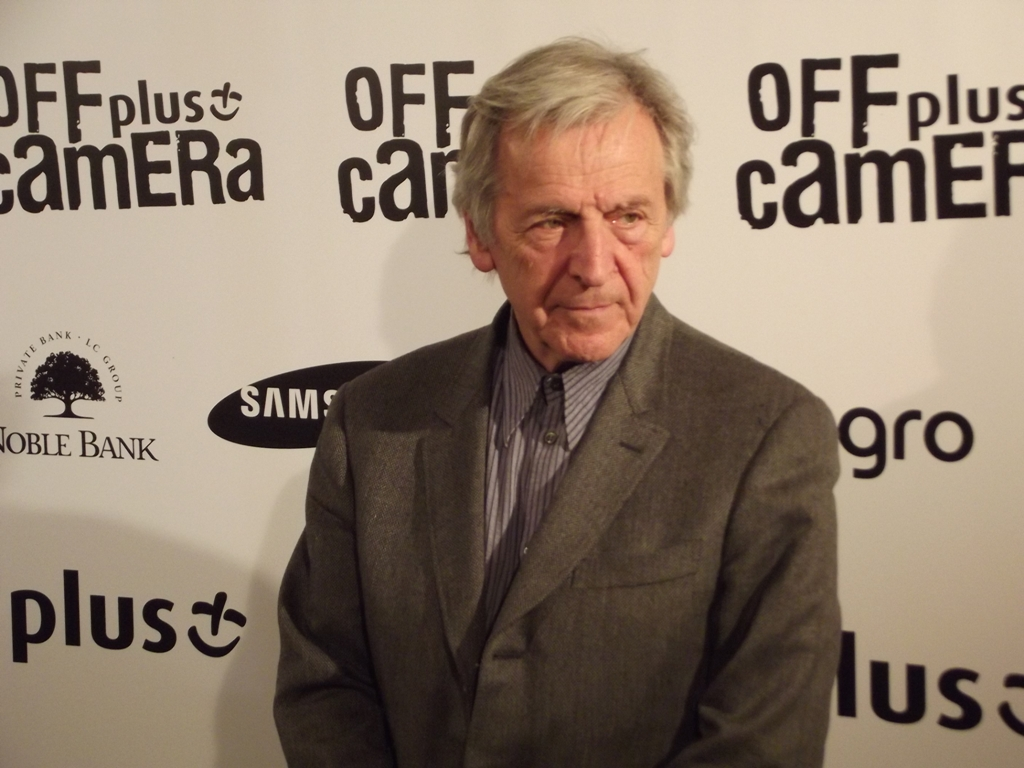
Costa-Gavras (* 12. února)

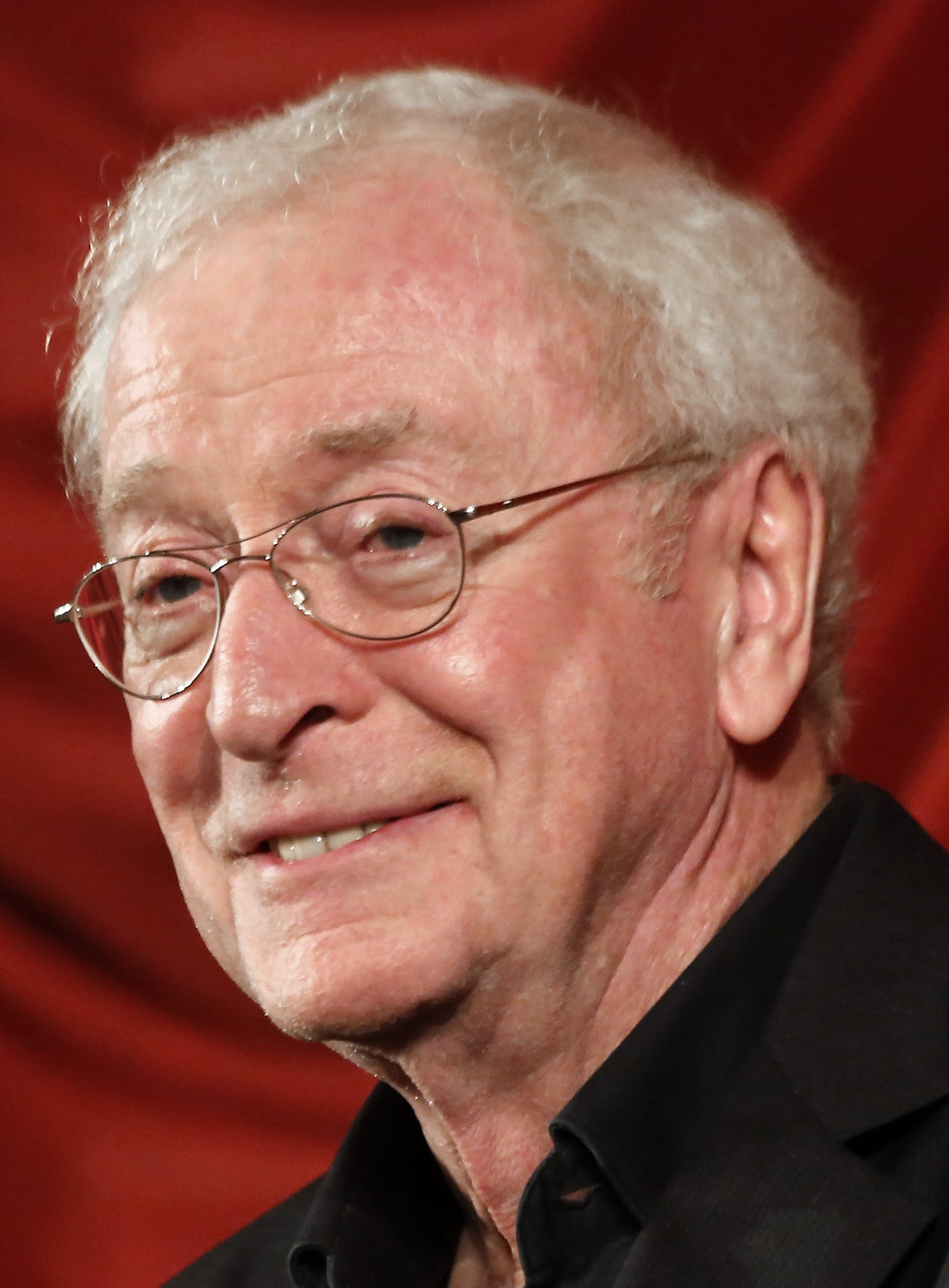
Michael Caine (* 14. března)

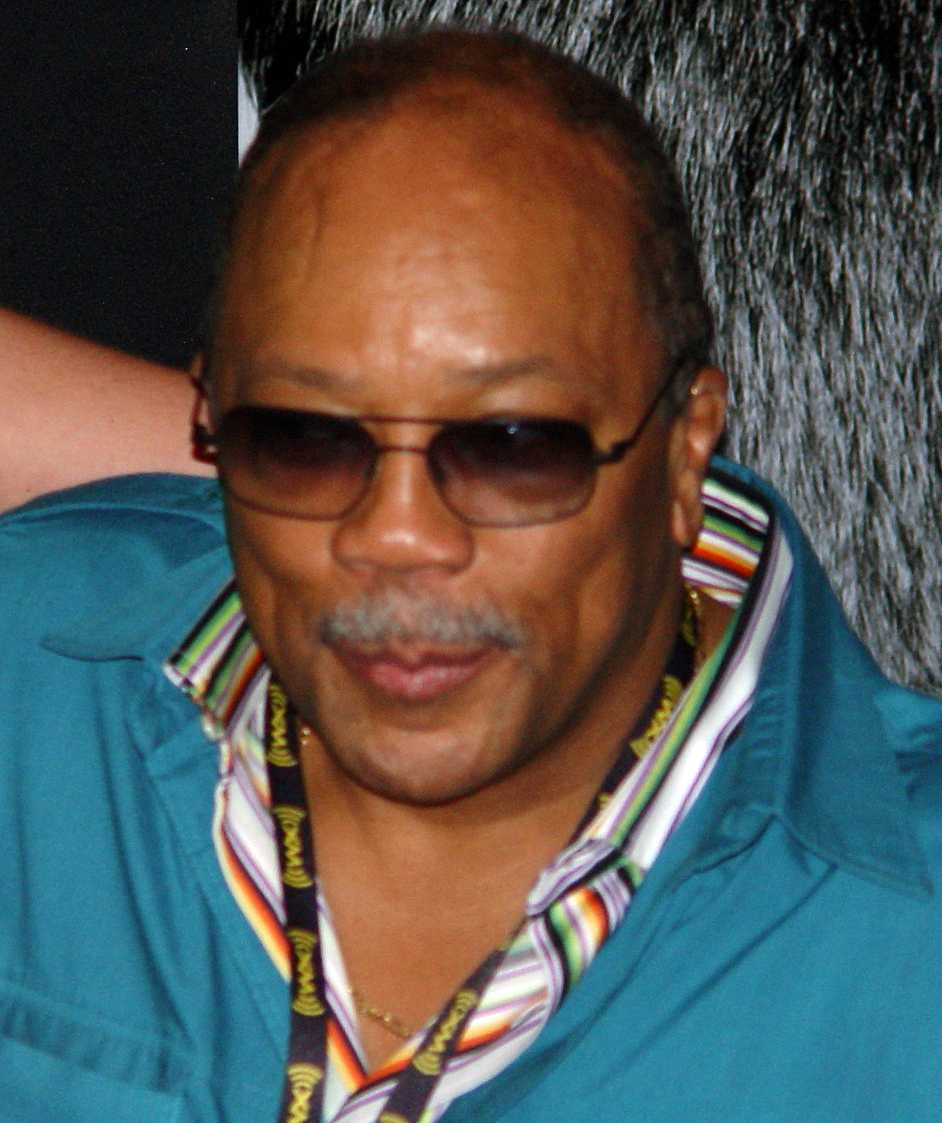
Quincy Jones (* 14. března)

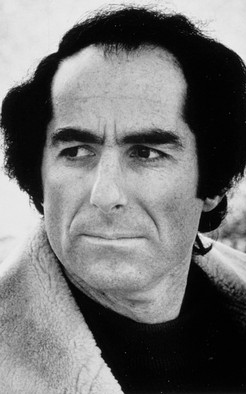
Philip Roth (* 19. březen)

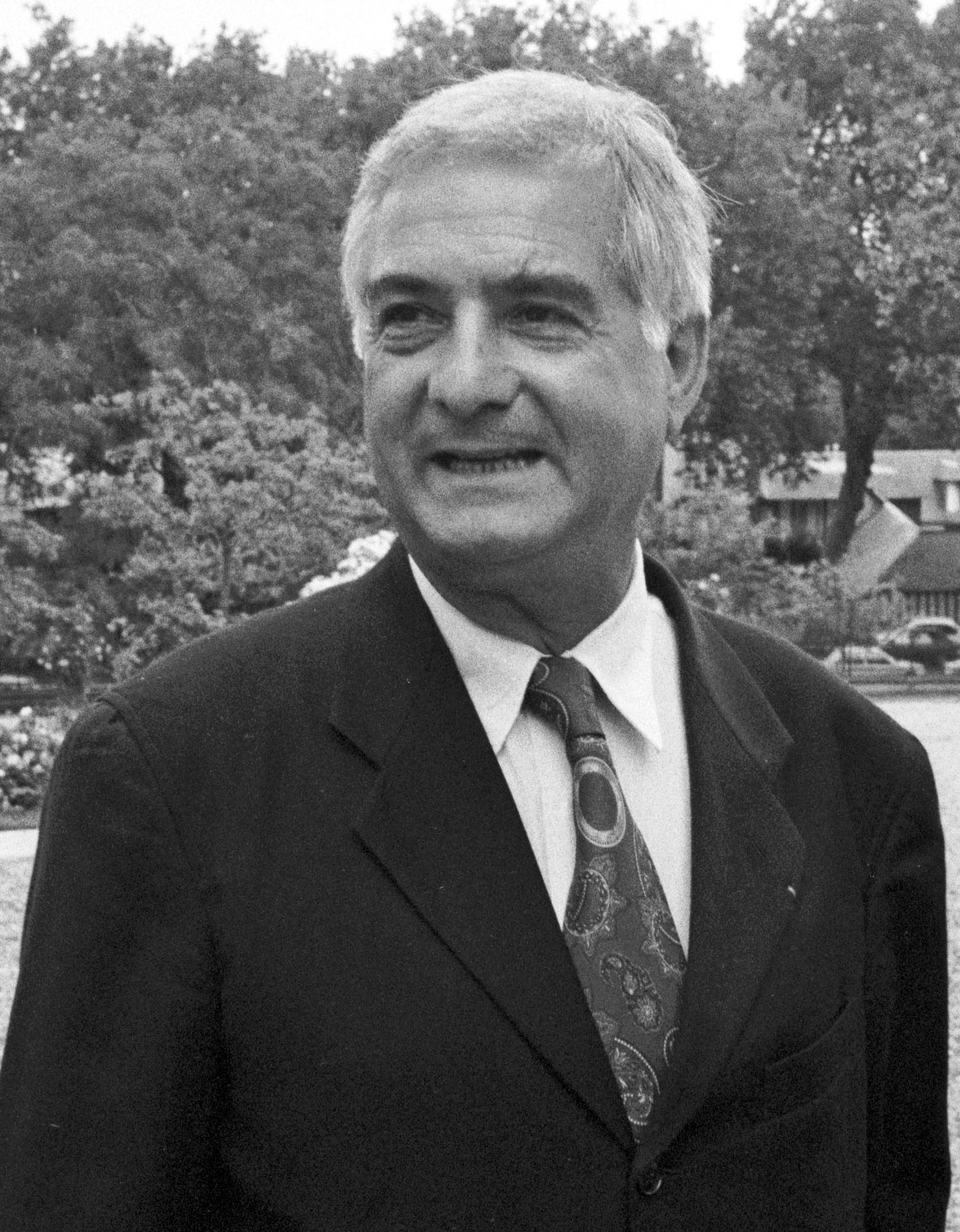
Jean-Claude Brialy (* 30. března)

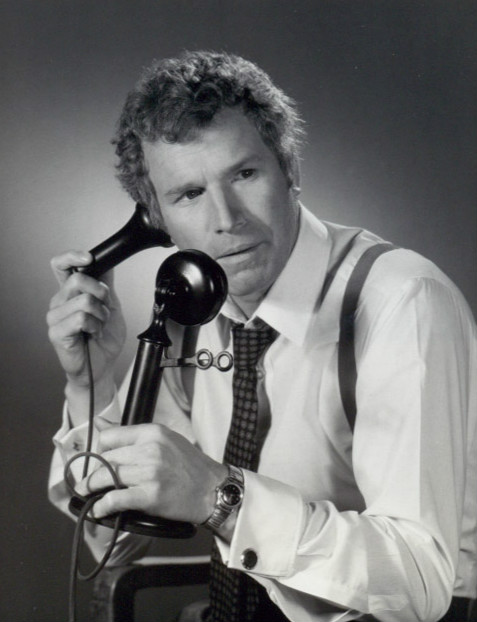
Wayne Rogers (* 7. dubna)

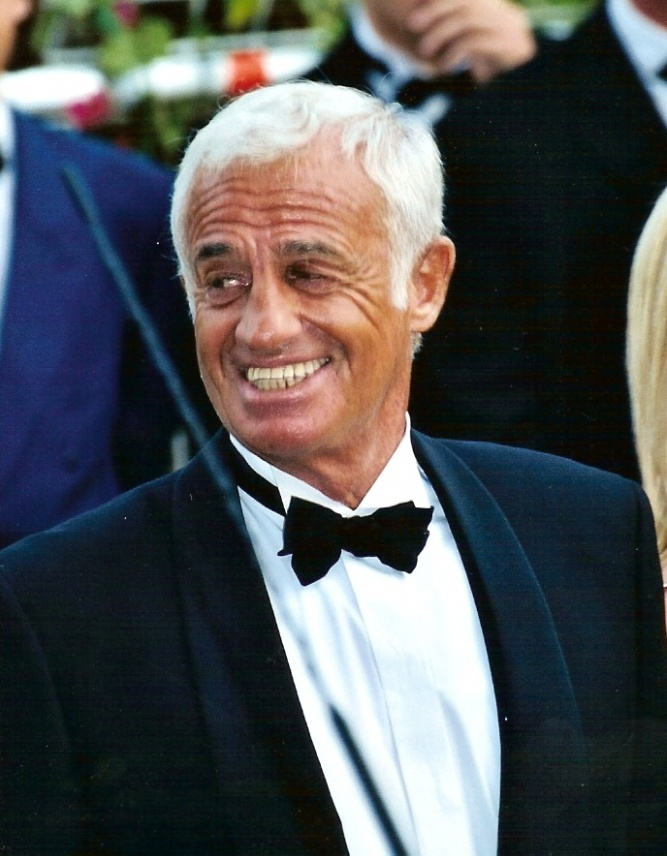
Jean-Paul Belmondo (* 9. dubna)

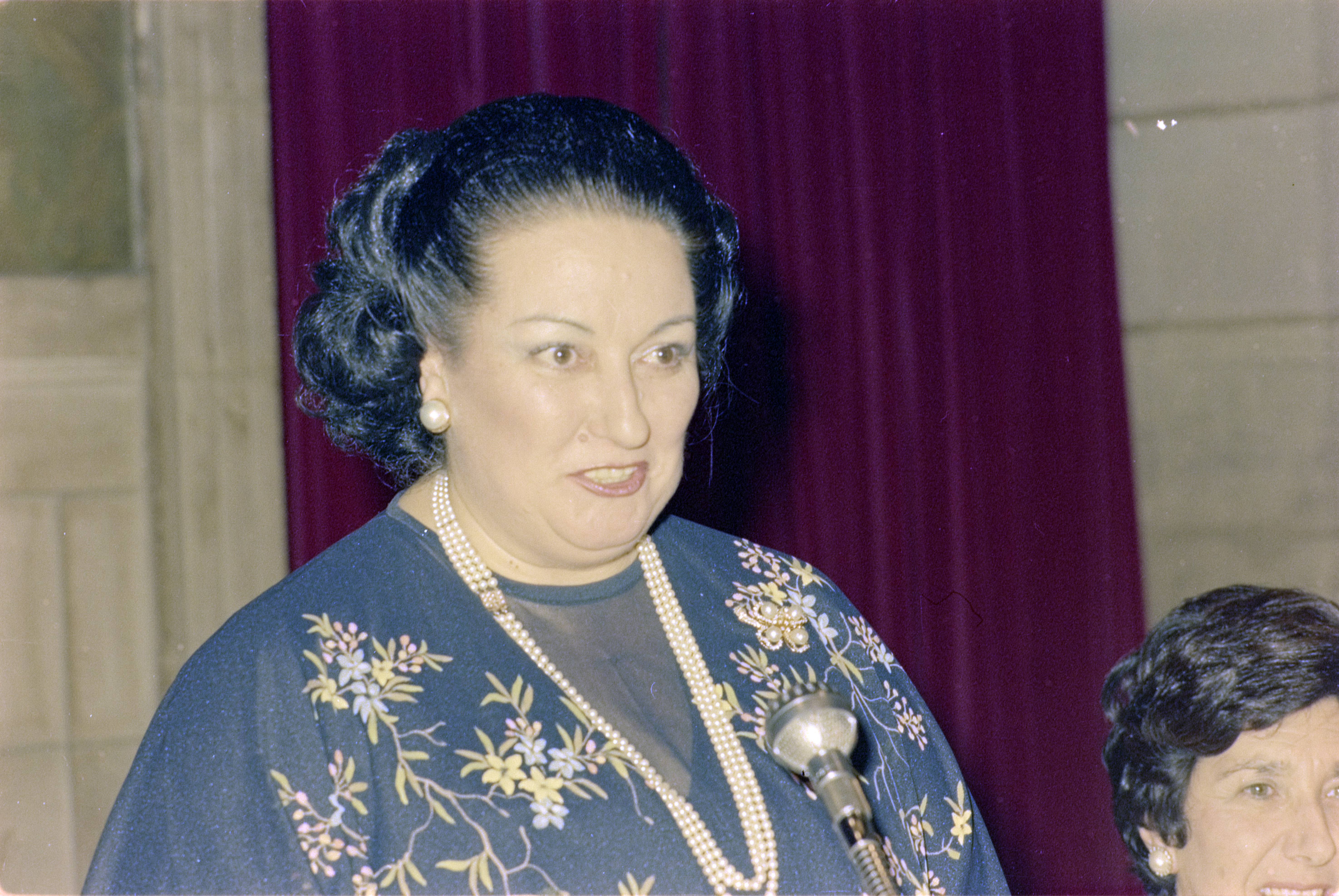
Montserrat Caballé (* 12. dubna)

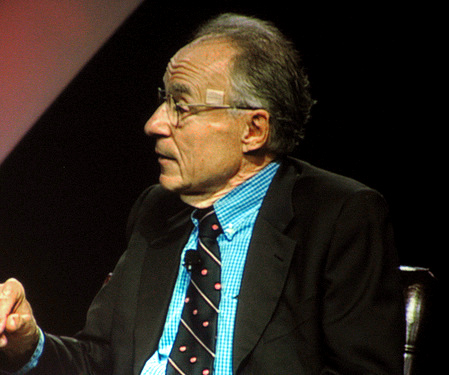
Arno Allan Penzias (* 26. dubna)

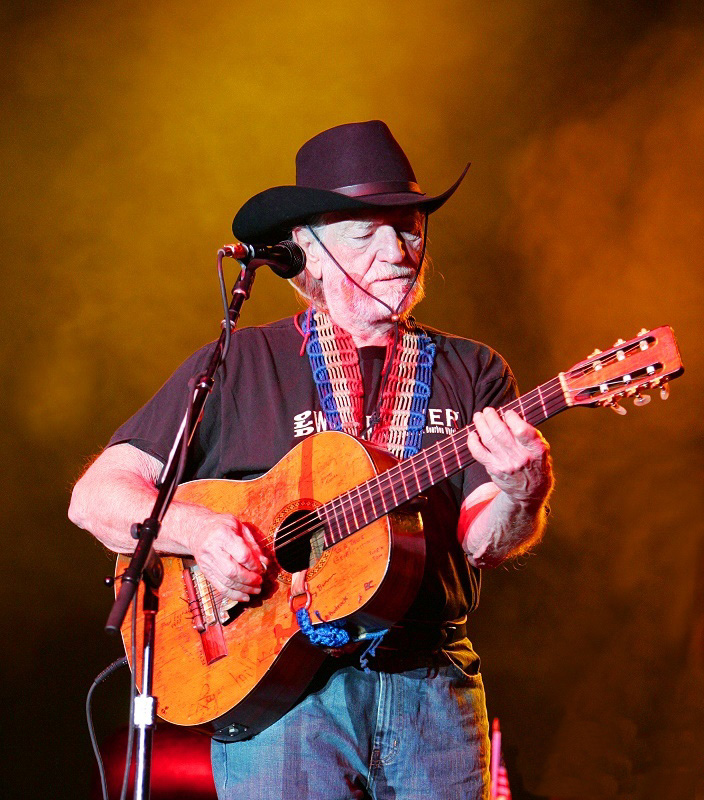
Willie Nelson (* 29. dubna)

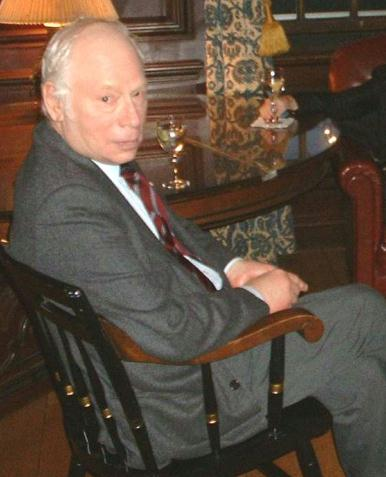
Steven Weinberg (* 3. května)

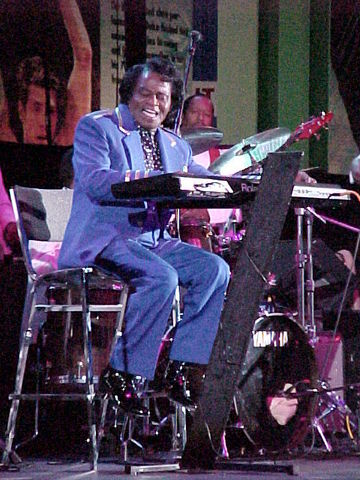
James Brown (* 3. května)

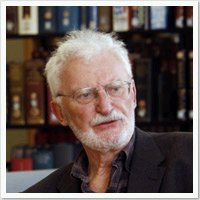
Heinrich Rohrer (* 6. června)

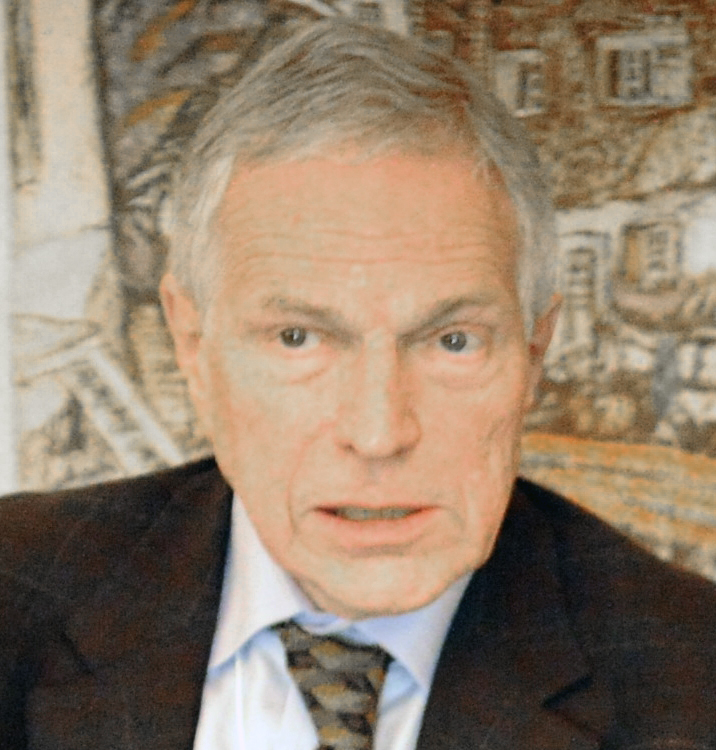
Edmund S. Phelps (* 26. července)

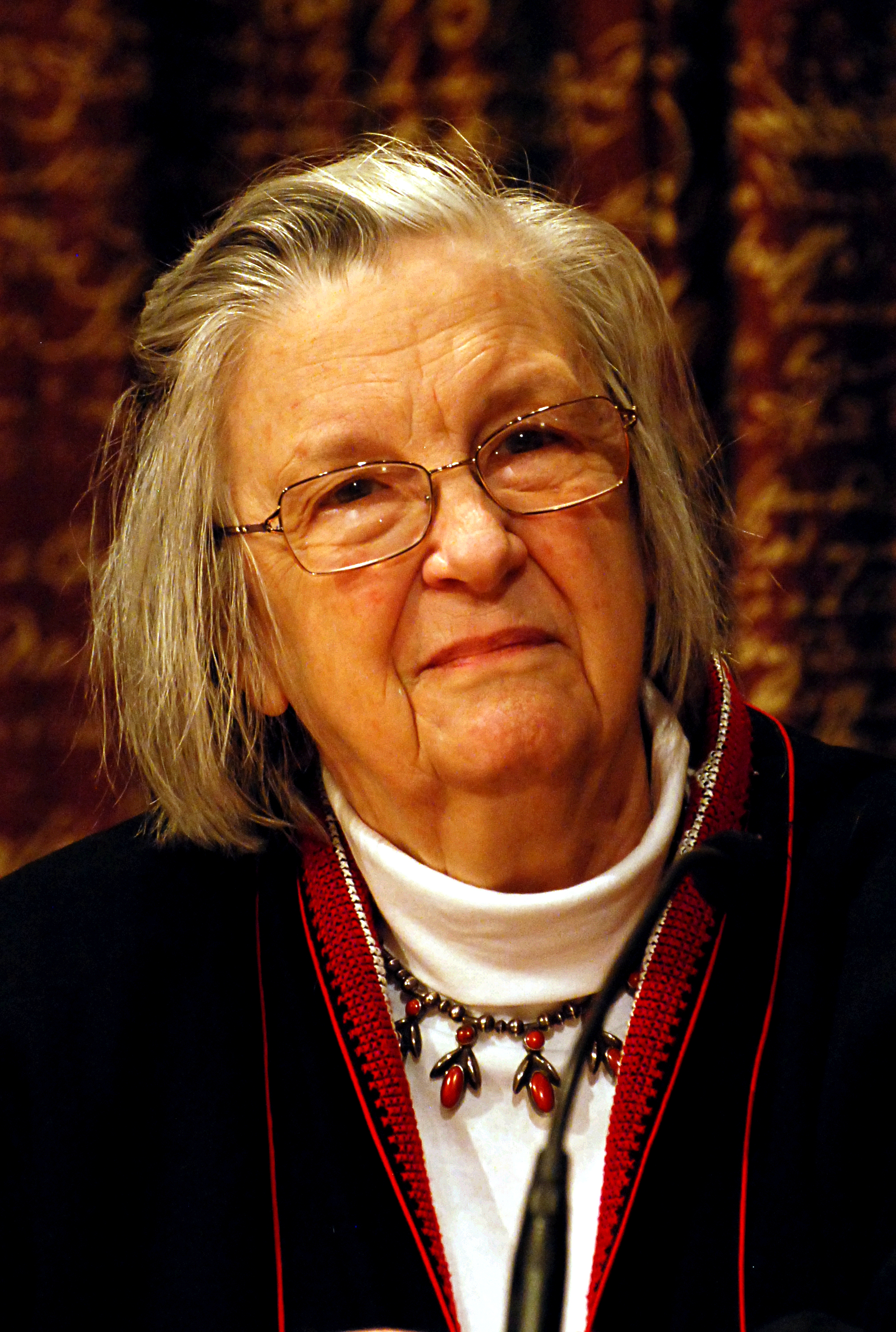
Elinor Ostromová (* 7. srpna)

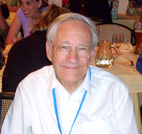
Richard R. Ernst (* 14. srpna)

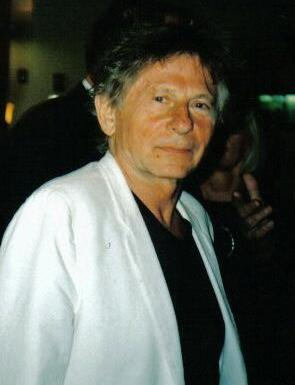
Roman Polański (* 18. srpna)

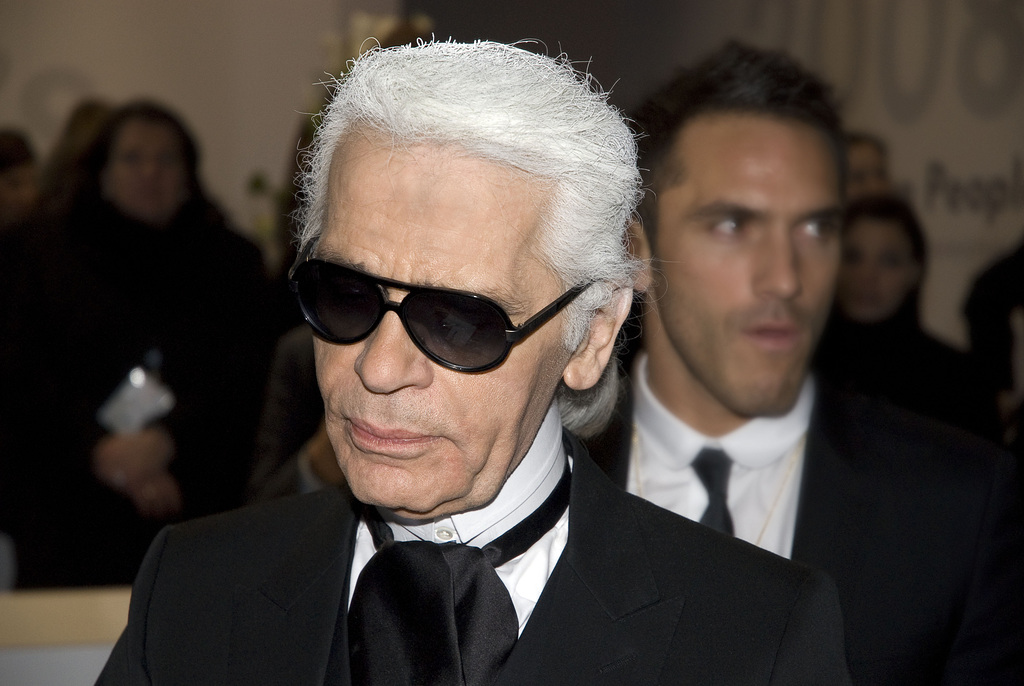
Karl Lagerfeld (* 10. září)

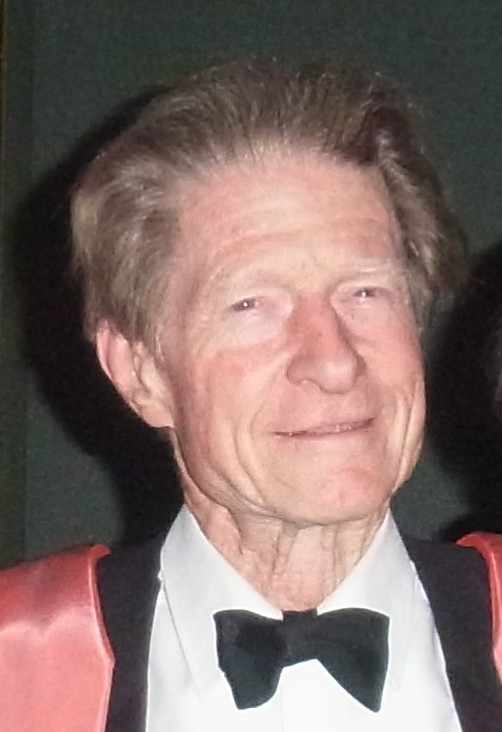
John Gurdon (* 2. října)

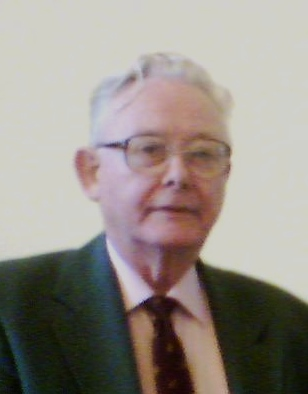
Peter Mansfield (* 9. října)

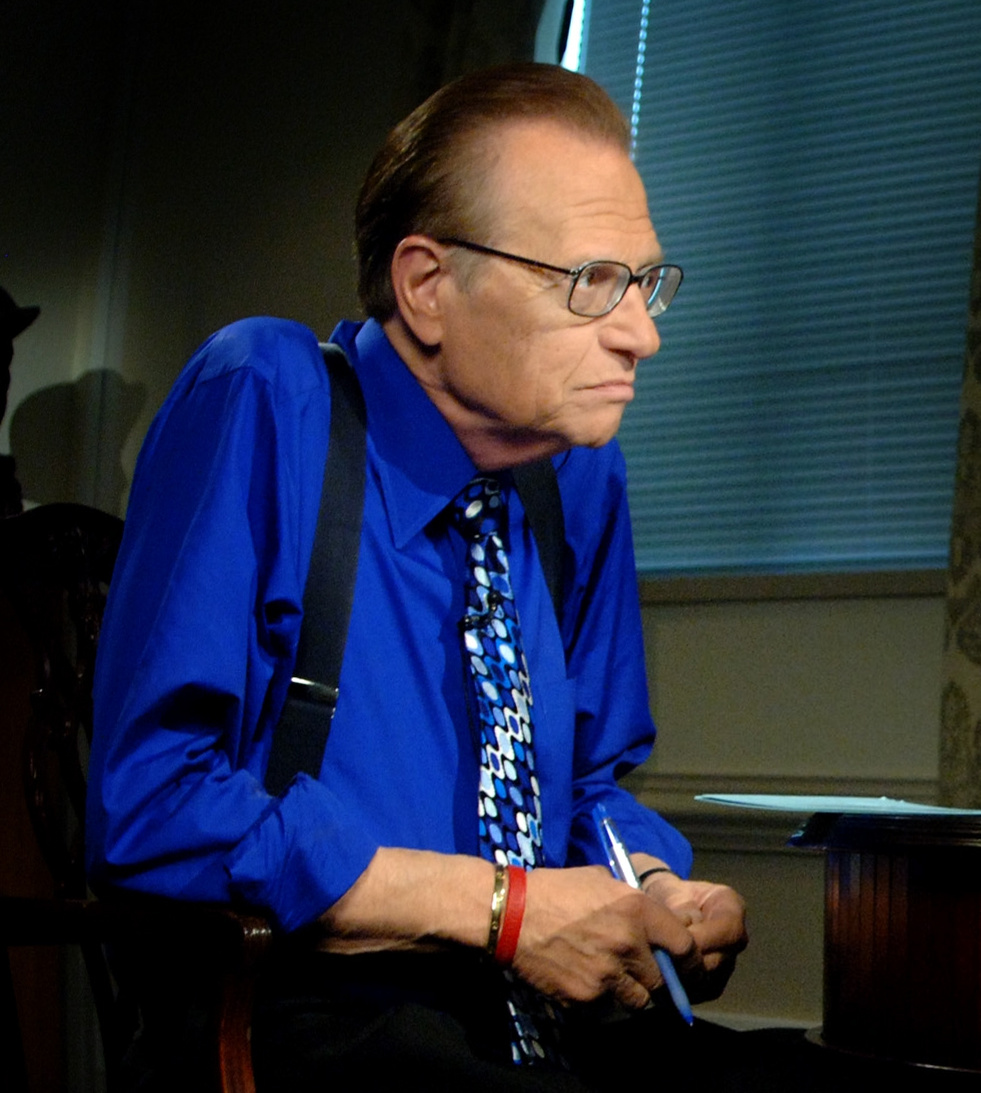
Larry King (* 19. listopadu)

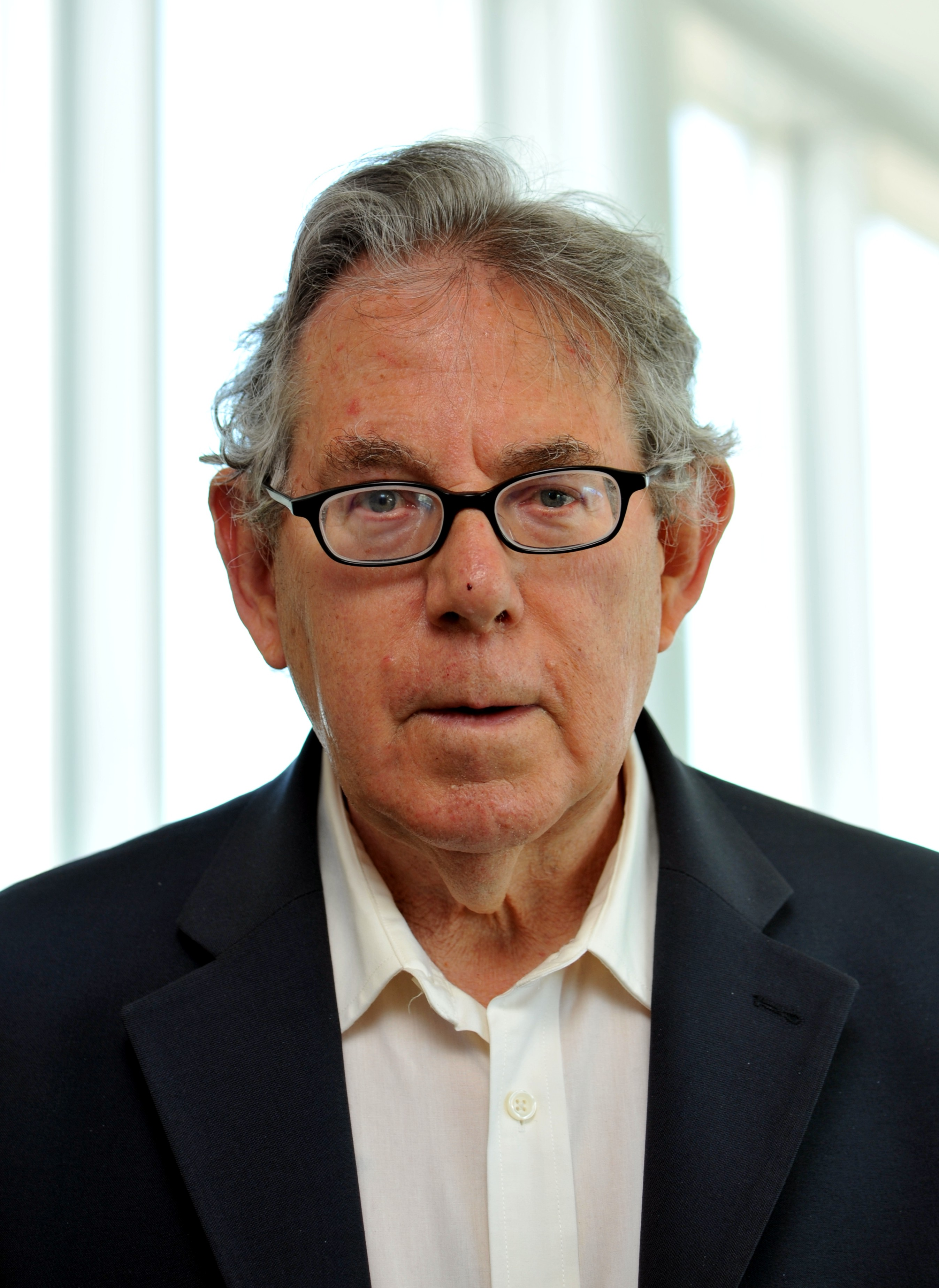
Paul Crutzen (* 3. prosince)

- 01. ledna – Ranko Bugarski, srbský filolog († 13. srpna 2024)
- 03. ledna – Jozef Jablonický, slovenský historik († 7. prosince 2012)
- 04. ledna
  - Ilia II., duchovní vůdce Gruzínské pravoslavné církve
  - Henri-François Van Aal, belgický frankofonní žurnalista a politik († 19. srpna 2001)
- 06. ledna – Oleg Makarov, sovětský konstruktér a kosmonaut († 29. května 2003)
- 08. ledna – Juan Marsé, španělský spisovatel, novinář a scenárista
- 09. ledna – Wilbur Smith, britský autor dobrodružných románů († 13. listopadu 2021)
- 12. ledna
  - Liliana Cavani, italská režisérka a scenáristka
  - Pavlos Matesis, řecký spisovatel a překladatel († 20. ledna 2013)
- 13. ledna
  - Paul Biya, prezident Kamerunu
  - Marie Luisa Bulharská, bulharská princezna
- 16. ledna
  - Susan Sontagová, americká spisovatelka, teoretička fotografie, publicistka, režisérka († 28. prosince 2004)
  - Nat Finkelstein, americký fotograf a fotožurnalista († 2. října 2009)
- 17. ledna – Dalida, francouzská zpěvačka († 3. května 1987)
- 18. ledna – Ray Dolby, americký vědec, technik a vynálezce († 12. září 2013)
- 20. ledna – Don Thompson, britský olympijský vítěz na 50 km chůze († 4. října 2006)
- 22. ledna – Jurij Česnokov, sovětský volejbalista († 30. května 2010)
- 25. ledna – Corazon Aquinová, prezidentka Filipín († 1. srpna 2009)
- 26. ledna – Javier Lozano Barragán, mexický kardinál († 20. dubna 2022)
- 28. ledna – Erik Hornung, švýcarský egyptolog († 11. července 2022)
- 01. února
  - Svetlana Velmar-Janković, srbská spisovatelka a novinářka († 9. dubna 2014)
  - Sadao Watanabe, japonský saxofonista a flétnista
- 02. února
  - Than Šwei, vládce Myanmaru
  - Orlando Cachaíto López, kubánský kontrabasista († 9. února 2009)
- 11. února – Ján Mlynárik, slovenský historik a politik († 26. března 2012)
- 12. února – Costa-Gavras, řecko-francouzský filmař
- 13. února
  - Kim Novak, americká filmová a televizní herečka
  - Emanuel Ungaro, francouzský módní návrhář († 21. prosince 2019)
- 15. února – Kelvin Edward Felix, kardinál z ostrova Dominika
- 18. února
  - Yoko Ono, japonsko-americká výtvarná umělkyně a hudebnice
  - Bobby Robson, anglický fotbalista a fotbalový trenér († 31. července 2009)
- 21. února – Nina Simone, americká zpěvačka, skladatelka, pianistka († 21. dubna 2003)
- 22. února – Katharine, vévodkyně z Kentu, manželka britského prince Edwarda
- 23. února – Lee Calhoun, americký dvojnásobný olympijský vítěz v běhu na 110 m překážek († 21. června 1989)
- 24. února – David Newman, americký saxofonista († 20. ledna 2009)
- 26. února – Lubomyr Huzar, ukrajinský řeckokatolický kněz, kardinál († 31. května 2017)
- 02. března – Franz W. Seidler, německý historik, spisovatel
- 05. března – Walter Kasper, německý biskup, teolog a kardinál
- 09. března – Lloyd Price, americký R&B zpěvák
- 10. března – Harri Pritchard Jones, velšský spisovatel, kritik a psychiatr († 11. března 2015)
- 12. března – Viktor Vasiljevič Smirnov, ruský novinář, spisovatel a scenárista
- 13. března – Gero von Wilpert, německý spisovatel a literární teoretik († 24. prosince 2009)
- 14. března
  - Michael Caine, anglický filmový herec
  - Quincy Jones, americký hudebník, dirigent, skladatel a trumpetista († 3. listopadu 2024)
  - Anu Kaipainen, finská spisovatelka († 29. září 2009)
- 15. března
  - Philippe de Broca, francouzský režisér († 26. listopadu 2004)
  - Ruth Baderová Ginsburgová, americká soudkyně († 18. září 2020)
- 18. března – Severino Poletto, italský kardinál
- 19. března – Philip Roth, americký spisovatel († 22. května 2018)
- 20. března
  - Aimée Beekmanová, estonská spisovatelka a scenáristka
  - Henryk Muszyński, arcibiskup metropolita hnězdenský, polský primas
  - Othar Čiladze, gruzínský básník a romanopisec († 1. října 2009)
- 22. března
  - Abú al-Hasan Baní Sadr, první prezident Íránu  († 9. října 2021)
  - Michel Hidalgo, francouzský fotbalista a fotbalový trenér († 26. března 2020)
- 23. března
  - Philip Zimbardo, americký psycholog († 14. října 2024)
  - Jozef Dunajovec, slovenský novinář, publicista a autor literatury faktu († 22. února 2007)
- 26. března
  - Tinto Brass, italský avantgardní filmař
  - Donald Bailey, americký jazzový bubeník († 15. října 2013)
- 28. března – Juan Sandoval Íñiguez, mexický kardinál
- 30. března – Jean-Claude Brialy, francouzský herec, režisér, scenárista a spisovatel († 30. května 2007)
- 31. března – John C. Butcher, novozélandský matematik
- 01. dubna
  - Claude Cohen-Tannoudji, francouzský fyzik
  - Robert Šavlakadze, gruzínský olympijský vítěz ve skoku do výšky
  - Dan Flavin, americký minimalistický sochař († 29. listopadu 1996)
- 02. dubna – György Konrád, maďarský spisovatel († 13. září 2019)
- 04. dubna – Armand Abécassis, francouzský spisovatel a filosof
- 07. dubna – Wayne Rogers, americký herec († 31. prosince 2015)
- 09. dubna
  - Jean-Paul Belmondo, francouzský divadelní a filmový herec († 6. června 2021)
  - René Burri, švýcarský fotograf († 20. října 2014)
- 10. dubna – Philip Corner, americký hudební skladatel, teoretik, klavírista a pozounista
- 12. dubna – Montserrat Caballé, španělská operní pěvkyně († 6. října 2018)
- 15. dubna – Boris Strugackij, ruský spisovatel († 19. listopadu 2012)
- 16. dubna – Věra Krepkinová, ukrajinská olympijská vítězka ve skoku do dálky (†  25. dubna 2023)
- 21. dubna – Ian Carr, britský trumpetista a hudební skladatel († 25. února 2009)
- 24. dubna – Alan Eagleson, kanadský právník a hokejový funkcionář
- 26. dubna
  - Arno Allan Penzias, americký fyzik, Nobelova cena 1978 († 26. dubna 1933)
  - Carol Burnettová, americká herečka a komička
- 27. dubna – Calvin Newborn, americký jazzový kytarista a kontrabasista († 1. prosince 2018)
- 28. dubna – Oliver Jackson, americký jazzový bubeník († 29. května 1994)
- 29. dubna – Mark Eyskens, premiér Belgie
- 30. dubna – Willie Nelson, americký countryový zpěvák, textař, skladatel, kytarista a herec
- 02. května
  - Sabáh Fachrí, syrský zpěvák
  - Bunk Gardner, americký hudebník
- 03. května
  - Steven Weinberg, americký fyzik, Nobelova cena 1979
  - James Brown, americký zpěvák, hudební skladatel a vydavatel († 25. prosince 2006)
- 05. května – Manuel Guajiro Mirabal, kubánský trumpetista
- 06. května – Juanita Castro, sestra Fidela Castra, agentka CIA († 4. prosince 2023)
- 10. května – Michael Garrick, britský jazzový klavírista a hudební skladatel († 11. listopadu 2011)
- 12. května – Andrej Andrejevič Vozněsenskij, ruský básník († 1. června 2010)
- 14. května – Stu Williamson, americký jazzový trumpetista († 1. října 1991)
- 17. května – Jarosław Abramow-Newerly, polský spisovatel a skladatel
- 18. května – Deve Govda, premiér Indie
- 19. května
  - José Luis Abellán, španělský historik filozofie a literární kritik
  - Edward de Bono, maltský psycholog a kognitivní vědec († 9. června 2021)
- 21. května
  - Jevgenij Minajev, sovětský vzpěrač, olympijský vítěz († 8. prosince 1993)
  - Maurice André, francouzský trumpetista († 25. února 2012)
  - Joe Byrd, americký jazzový kytarista a kontrabasista († 6. března 2012)
- 22. května – Arnold Lobel, americký spisovatel a ilustrátor († 4. prosince 1987)
- 23. května – Joan Collins, anglická herečka
- 25. května – Romuald Klim, sovětský olympijský vítěz a mistr Evropy v hodu kladivem († 28. května 2011)
- 27. května – Jozef Košnár, slovenský ekonom († 27. září 2008)
- 01. června
  - Rut Arnonová, izraelská biochemička a imunoložka
  - Gilli Smyth, britská zpěvačka a básnířka († 22. srpna 2016)
- 02. června – Ron Wyatt, americký dobrodruh, amatérský archeolog a spisovatel († 4. srpna 1999)
- 04. června – Godfried Danneels, belgický kněz, kardinál
- 05. června – William Kahan, kanadský matematik a informatik
- 06. června
  - Basil Moore, kanadský post-keynesiánský ekonom († 8. března 2018)
  - Jean-Pierre Mocky, francouzský filmový režisér a herec († 8. srpna 2019)
  - Heinrich Rohrer, švýcarský fyzik, nositel Nobelovy ceny za fyziku za rok 1986 († 16. května 2013)
- 07. června – Lamine Diack, prezident Mezinárodní atletické federace († 3. prosince 2021)
- 08. června – Joan Riversová, americká herečka († 4. září 2014)
- 11. června – Gene Wilder, americký herec, režisér, scenárista a spisovatel († 29. srpna 2016)
- 14. června
  - Henri d'Orléans, pretendent francouzského trůnu z rodu Orléans
  - Jerzy Kosiński, anglicky píšící spisovatel polského původu († 3. května 1991)
  - Matti Suuronen, finský architekt († 16. dubna 2013)
- 15. června – Muhammad Alí Radžáí, íránský předseda vlády († 30. srpna 1981)
- 16. června – Fuád Mebazá, prezident Tuniska
- 17. června – Christian Ferras, francouzský houslista († 14. září 1982)
- 19. června – Viktor Pacajev, tragicky zesnulý sovětský kosmonaut († 29. června 1971)
- 20. června – Danny Aiello, americký herec († 12. prosince 2019)
- 22. června – Dianne Feinsteinová, americká politička († 29. září 2023)
- 25. června – Álvaro Siza Vieira, portugalský architekt
- 26. června – Claudio Abbado, italský dirigent († 20. ledna 2014)
- 07. července – Murray Halberg, novozélandský olympijský vítěz v běhu na 5000 metrů († 30. listopadu 2022)
- 08. července – Peter Orlovsky, americký básník († 30. května 2010)
- 09. července
  - Zinaida Kirijenková, ruská filmová herečka († 12. února 2022)
  - Oliver Sacks, britský neurolog († 30. srpna 2015)
- 12. července – Donald E. Westlake, americký spisovatel († 31. prosince 2008)
- 13. července – David Storey, britský prozaik, dramatik, scenárista († 27. března 2017)
- 14. července
  - František, vévoda bavorský, Jeho královská výsost vévoda bavorský
  - Masae Kasaiová, japonská volejbalistka († 3. října 2013)
- 15. července – Julian Bream, anglický klasický kytarista a loutnista
- 17. července
  - Ben Riley, americký jazzový bubeník († 18. listopadu 2017)
  - Valentina Nikolajevna Žuravlevová, ruská sovětská spisovatelka sci-fi († 12. března 2004)
- 18. července – Jean Yanne, francouzský herec a režisér († 23. května 2003)
- 20. července
  - José Vicente Asuar, chilský hudební skladatel († 11. ledna 2017)
  - Ciprian Foias, rumunský matematik († 22. března 2020)
  - Cormac McCarthy, americký spisovatel a scenárista († 13. června 2023)
- 23. července – Richard Rogers, britský architekt († 18. prosince 2021)
- 26. července – Edmund S. Phelps, americký ekonom a nositel Nobelovy ceny z roku 2006
- 27. července
  - Anton Popovič, slovenský literární historik a teoretik († 24. června 1984)
  - Marlene Ahrensová, chilská oštěpařka († 17. června 2020)
- 31. července – Cees Nooteboom, nizozemský prozaik, básník, cestopisec a esejista
- 01. srpna – Antonio Negri, italský politický filozof marxistické orientace († 16. prosince 2023)
- 04. srpna
  - Sonny Simmons, americký jazzový saxofonista († 6. dubna 2021)
  - Sheldon Adelson, americký podnikatel a miliardář († 11. ledna 2021)
- 07. srpna
  - Jerry Pournelle, americký esejista, novinář a autor science fiction († 8. září 2017)
  - Elinor Ostromová, americká politická ekonomka, Nobelova cena 2009 († 12. června 2012)
- 10. srpna
  - Lynn Cohen, americká herečka († 14. února 2020)
  - Bill Nieder, americký atlet, olympijský vítěz ve vrhu koulí († 7. října 2022)
- 11. srpna – Jerzy Grotowski, polský divadelní režisér a teoretik († 14. ledna 1999)
- 14. srpna – Richard R. Ernst, švýcarský fyzikální chemik a nositel Nobelovy ceny († 4. června 2021)
- 15. srpna – Stanley Milgram, americký sociální a experimentální psycholog († 20. prosince 1984)
- 16. srpna – Stuart Roosa, americký letec a astronaut, pilot lodi Apollo 14 († 12. prosince 1994)
- 17. srpna – Tom Courtney, americký běžec na 400 a 800 metrů, dvojnásobný olympijský vítěz († 22. srpna 2023)
- 18. srpna – Roman Polanski, polský režisér, herec a producent
- 19. srpna – Guy Grosso, francouzský herec a komik († 14. února 2001)
- 21. srpna – Michael Dacher, německý horolezec († 3. prosince 1994)
- 23. srpna – Robert Curl, americký chemik, Nobelova cena za chemii 1996
- 25. srpna
  - Wayne Shorter, americký jazzový saxofonista a skladatel
  - Tom Skerritt, americký filmový herec
  - Rune Gustafsson, švédský jazzový kytarista a hudební skladatel († 15. června 2012)
- 01. září
  - Conway Twitty, americký zpěvák a kytarista († 5. června 1993)
  - Gene Harris, americký jazzový klavírista († 16. ledna 2000)
  - Marshall Lytle, americký kontrabasista († 25. května 2013)
- 02. září – Mathieu Kérékou, prezident afrického státu Benin († 14. října 2015)
- 05. září
  - Bruce Davidson, americký fotograf
  - Francisco Javier Errázuriz Ossa, chilský kardinál
- 08. září
  - Jean Clottes, francouzský odborník na pravěké umění
  - Michael Frayn, anglický dramatik a spisovatel
- 09. září – Michael Novak, americký katolický filozof, novinář, spisovatel a diplomat († 17. února 2017)
- 10. září
  - Karl Lagerfeld, módní návrhář († 19. února 2019)
  - Jevgenij Chrunov, sovětský kosmonaut, velitel Sojuzu 5 († 19. května 2000)
- 11. září
  - Nicola Pietrangeli, italský tenista a tenisový trenér
  - Mátyás Szűrös, prezident Maďarska
  - William Luther Pierce, americký fyzik, spisovatel a aktivista († 23. července 2002)
- 18. září
  - Scotty Bowman, nejúspěšnější kouč historie NHL
  - Eugeniusz Iwanicki, polský spisovatel, satirik († 10. prosince 2020)
  - Robert Blake, americký herec (†  9. března 2023)
- 19. září
  - Jack Cohen, anglický biolog
  - David McCallum, britský a americký herec († 25. září 2023)
- 20. září – Cissy Houston, americká soulová zpěvačka
- 21. září – Dmitrij Alexandrovič Bilenkin, ruský sovětský autor vědecko-fantastické literatury († 28. července 1988)
- 24. září
  - Raffaele Farina, italský kardinál
  - Mel Taylor, americký rockový bubeník († 11. srpna 1996)
- 28. září – Johnny Mathis, americký countryový zpěvák a skladatel († 27. září 2011)
- 02. října – John Gurdon, britský vývojový biolog, Nobelova cena 2012
- 03. října – Abdon Pamich, italský olympijský vítěz v chůzi na 50 km
- 04. října – Georges Astalos, francouzský spisovatel, básník a dramatik
- 06. října
  - Louis Begley, americký spisovatel
  - Alicia D'Amico, argentinská fotografka († 30. srpna 2001)
- 09. října
  - Peter Mansfield, anglický fyzik, Nobelova cena 2003 († 8. února 2017)
  - Ján Sokol, arcibiskup trnavský
- 14. října – Wilfried Dietrich, německý zápasník, olympijský vítěz († 3. června 1992)
- 17. října
  - William Alison Anders, americký astronaut z letu Apolla 8
  - Ján Starší, československý hokejový reprezentant a slovenský trenér († 13. dubna 2019)
  - Jeanine Deckersová, belgická zpěvačka a hudební skladatelka († 29. března 1985)
- 19. října – Geraldo Majella Agnelo, brazilský kněz, kardinál
- 21. října – Francisco Gento, španělský fotbalista († 18. ledna 2022)
- 22. října – Donald Peterson, americký důstojník a kosmonaut († 27. května 2018)
- 23. října
  - Jig'al Tumarkin, izraelský malíř a sochař († 12. srpna 2021)
  - Ján Lenčo, slovenský spisovatel († 1. listopadu 2012)
- 24. října – Joram Aridor, izraelský pravicový politik, ministr
- 26. října – Alexander Pituk, slovenský šachista († 30. dubna 2002)
- 27. října – Valentin Borejko, sovětský veslař, olympijský vítěz († 27. prosince 2012)
- 28. října – Garrincha, brazilský fotbalista († 20. ledna 1983)
- 31. října – Narriman Sadek, egyptská královna a druhá manželka Farúka I. († 16. února 2005)
- 03. listopadu
  - Michael Dukakis, americký politik, neúspěšný kandidát na prezidenta ve volbách v roce 1988
  - Amartya Sen, indický bengálský ekonom a filozof, Nobelova cena za ekonomii 1998
  - Jeremy Brett, britský zpěvák a herec († 12. září 1995)
  - John Barry, anglický hudební skladatel a dirigent († 30. ledna 2011)
- 04. listopadu
  - Charles Kuen Kao, čínský fyzik, Nobelova cena za fyziku 2009
  - Mildred McDanielová, americká olympijská vítězka ve skoku do výšky († 30. září 2004)
  - Chukwuemeka Odumegwu Ojukwu, nejvyšší představitel Biafry († 26. listopadu 2011)
- 06. listopadu – Knut Johannesen, norský rychlobruslař, olympijský vítěz
- 09. listopadu – Egil Danielsen, norský olympijský vítěz v hodu oštěpem († 29. července 2019)
- 10. listopadu – Ronald Evans, americký vojenský letec a astronaut z Apolla 17 († 7. dubna 1990)
- 12. listopadu – Džalál Talabání, kurdský irácký politik a prezident Iráku († 3. října 2017)
- 13. listopadu
  - Peter Härtling, německý dramatik, básník a spisovatel († 10. července 2017)
  - Ojārs Vācietis, lotyšský básník a novinář († 28. listopadu 1983)
  - Karl-Otto Alberty, německý herec
- 14. listopadu – Fred Haise, americký pilot a astronaut z dramatického letu Apollo 13
- 15. listopadu – Jaroslava Blažková, slovenská spisovatelka († 20. února 2017)
- 19. listopadu – Larry King, americký moderátor a fundraiser († 23. ledna 2021)
- 23. listopadu
  - Henry Hartsfield, americký vojenský letec a astronaut († 17. července 2014)
  - Krzysztof Penderecki, polský hudební skladatel († 29. března 2020)
- 29. listopadu
  - Egil Danielsen, norský olympijský vítěz v hodu oštěpem
  - John Mayall, britský bluesový zpěvák a hudebník
- 01. prosince
  - James Wolfensohn, devátý prezident Skupiny Světové banky
  - Lou Rawls, americký zpěvák a herec († 6. ledna 2006)
- 02. prosince – Michael Larrabee, americký sprinter, dvojnásobný olympijský vítěz († 22. dubna 2003)
- 03. prosince – Paul J. Crutzen, nizozemský chemik, nositel Nobelovy ceny († 28. ledna 2021)
- 04. prosince
  - Denis Charles, americký jazzový bubeník († 24. března 1998)
  - Horst Buchholz, německý herec († 3. března 2003)
- 06. prosince – Henryk Górecki, polský skladatel soudobé hudby († 12. listopadu 2010)
- 09. prosince
  - Aranka Szentpétery, slovenská herečka maďarské národnosti
  - Milton Campbell, americký olympijský vítěz v desetiboji († 2. listopadu 2012)
- 10. prosince – Štefan Šáro, slovenský jaderný fyzik († 28. května 2013)
- 12. prosince – Manu Dibango, kamerunský zpěvák, saxofonista a hráč na vibrafon († 24. března 2020)
- 13. prosince – Borah Bergman, americký jazzový klavírista († 18. října 2012)
- 14. prosince – Leo Wright, americký jazzový saxofonista († 4. ledna 1991)
- 15. prosince – Řehoř III., melchitský řeckokatolický patriarcha Antiochie
- 16. prosince – Johnny Smith, americký jazzový varhaník († 4. června 1997)
- 17. prosince – Walter Booker, americký jazzový kontrabasista († 24. listopadu 2006)
- 23. prosince – Akihito, 125. japonský císař
- 25. prosince – Joachim Meisner, německý kardinál († 5. července 2017)
- ? – Paldän Gjaccho, tibetský buddhistický mnich

## Úmrtí

### Česko

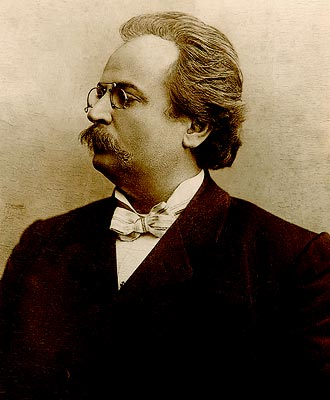
Václav Suk († 12. ledna)

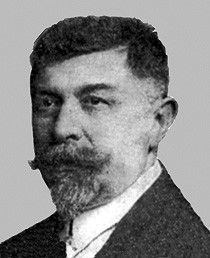
Václav Felix († 19. února)

- 07. ledna – Stanislav Feikl, malíř (* 12. listopadu 1883)
- 09. ledna – Věnceslav Hrubý, právník, filolog, historik a politik (* 21. listopadu 1848)
- 12. ledna – Václav Suk, houslista, dirigent a hudební skladatel působící v Rusku. (* 16. listopadu 1861)
- 17. ledna
  - František Klement, spisovatel a cestovatel (* 9. října 1851)
  - Josef Rössler-Ořovský, sportovec a sportovní organizátor (* 26. června 1869)
- 18. ledna – Bohumír Jaroněk, výtvarník a zakladatel Valašského muzea v přírodě (* 23. dubna 1866)
- 28. ledna – Adolf Krössing, pěvec (tenor) (* 5. ledna 1848)
- 30. ledna – Jan Svatopluk Procházka, přírodovědec (* 13. května 1891)
- 02. února – Josef V. Pokorný, vlastenecký básník (* 15. března 1842)
- 04. února – Bohumil Pták, operní pěvec (* 14. června 1869)
- 19. února – Václav Felix, fyzik, rektor Českého vysokého učení technického (* 14. září 1873)
- 27. února – Josef Konstantin Beer, malíř, restaurátor a sběratel umění (* 11. března 1862)
- 28. února – Josef Šíl, lékař a politik (* 5. října 1850)
- 09. března – Norbert Jan Nepomucký Klein, brněnský biskup a velmistr řádu Německých rytířů (* 25. října 1866)
- 13. března – Jaromír Pečírka, československý vojenský lékař (* 19. dubna 1864)
- 21. března – Jiří Polívka, filolog, slavista (* 6. března 1858)
- 29. března – Eduard Koerner, právník a politik (* 6. srpna 1863)
- 31. března – Josef Kocourek, český spisovatel (* 22. ledna 1909)
- 05. dubna – Jaroslav Schiebl, český novinář, statistik a politik (* 13. září 1851)
- 11. dubna – Anton Jarolim, československý odborový předák a politik německé národnosti (* 30. října 1869)
- 14. dubna – Adolf Srb, český novinář a politik (* 24. září 1850)
- 23. dubna – Josef Baar, český poštmistr a politik, starosta Třeboně (* 10. prosince 1852)
- 30. dubna – Adolf Pohl, československý politik německé národnosti (* 11. března 1875)
- 02. května – František Adolf Borovský, český historik umění (* 19. srpna 1852)0
- 03. května – Arnošt Heinrich, československý novinář a politik (* 26. prosince 1880)
- 04. května – Josef Baudiš, český keltista a indoevropeista (* 27. srpna 1883)
- 17. května – Georg Böllmann, československý politik (* 13. prosince 1866)
- 24. května – Roderich Bass, český klavírista a hudební skladatel (* 16. listopadu 1873)
- 31. května – Emanuel Kubíček, kněz, jezuita, pedagog a církevní historik (* 24. prosince 1873)
- 02. června – Zikmund Polášek, houslista, skladatel a hudební pedagog (* 26. dubna 1877)
- 03. června – Cyrill Pivko, československý politik slovenské národnosti (* 1879)
- 09. června – Otokar Walter st., český sochař a štukatér (* 1862)
- 10. června – Heinrich Brunar, československý politik německé národnosti (* 5. října 1876)
- 25. června – Kamil Hilbert, český architekt (* 12. ledna 1869)
- 06. července – Josef Kožíšek, český básník a esperantista (* 6. července 1861)
- 18. července – Karel Vaněk, novinář, fejetonista a spisovatel (* 17. března 1887)
- 23. července – Jan Soukup, regionální historik, etnograf a spisovatel (* 15. února 1867)
- 01. září – Otýlie Vranská, oběť brutální vraždy (* 9. března 1911)
- 04. října – Ján Janček, československý politik slovenské národnosti (* 13. února 1881)
- 22. října – Eliška Purkyňová, československá politička (* 16. listopadu 1868)
- 25. října – Roman Tuma, herec (* 15. ledna 1899)
- 11. listopadu – Vratislav Černý, československý politik (* 5. července 1871)
- 26. listopadu
  - Ladislav Burket, spoluzakladatel a první ředitel lesnických škol v Písku (* 22. října 1855)
  - Josef Pazourek, rektor Českého vysokého učení technického (* 3. ledna 1862)
- 05. prosince – Josef Mandl, český malíř (* 18. března 1874)
- 07. prosince – Hans Knirsch, československý politik německé národnosti (* 14. září 1877)
- 10. prosince – Anton Gnirs, český, německy mluvící učitel, archeolog, konzervátor, archivář a historik (* 18. ledna 1873)
- 12. prosince – Antonín Švehla, československý politik, předseda tří vlád (* 15. dubna 1873)
- 22. prosince – Josef Úlehla, český pedagog, propagátor vysokoškolského vzdělání učitelů. (* 16. března 1852)
- 23. prosince – Otakar Nekvasil, československý stavební podnikatel a politik (* 30. srpna 1869)
- 27. prosince – František Horák, československý politik (* 1865)

### Svět

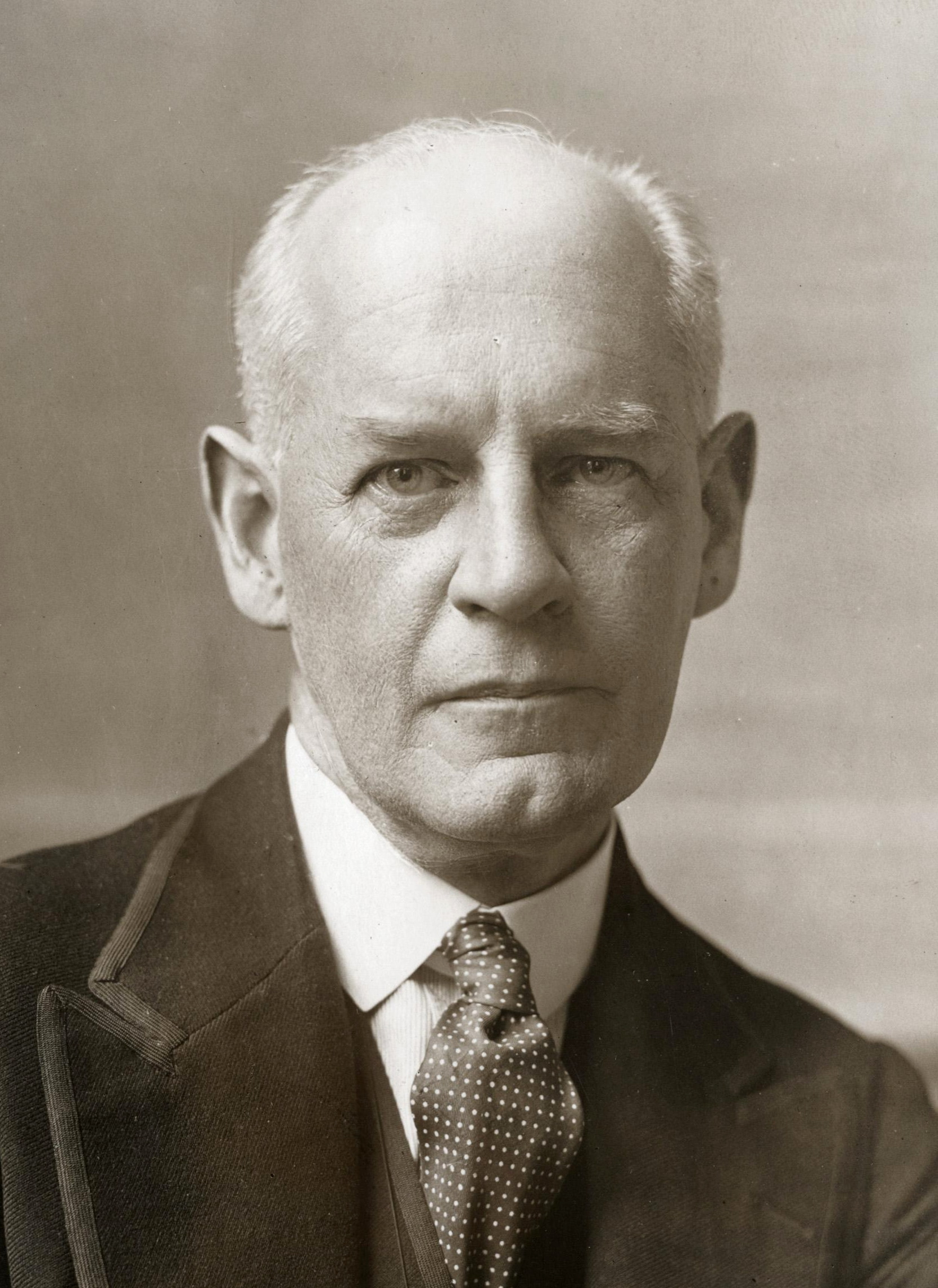
John Galsworthy († 31. ledna)

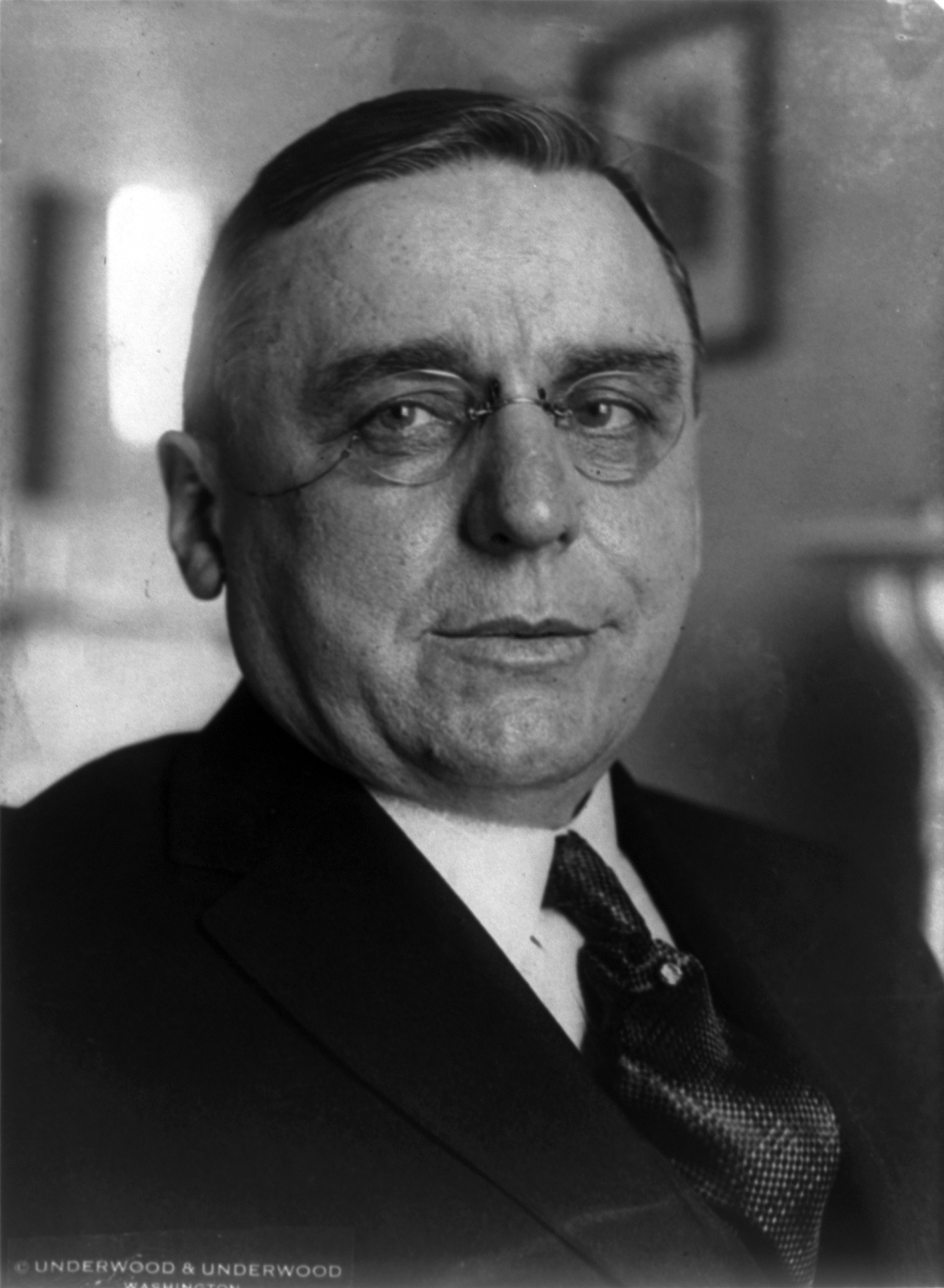
Antonín Čermák († 6. března)

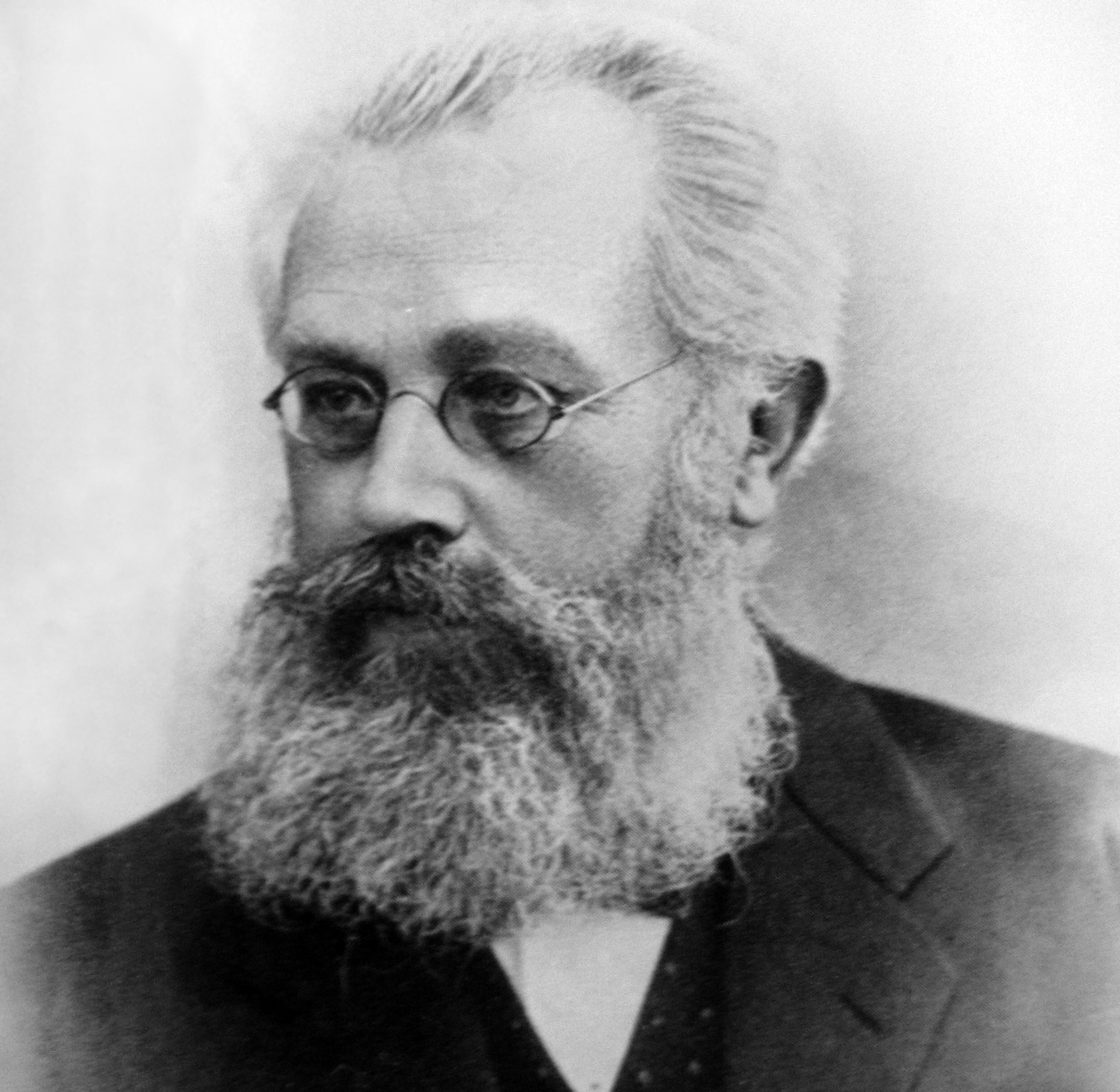
Roman Abt († 1. května)

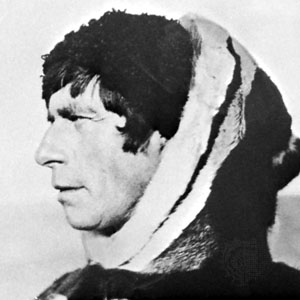
Knud Rasmussen († 21. prosince)

- 03. ledna – Wilhelm Cuno, německý říšský kancléř (* 2. července 1876)
- 05. ledna – Calvin Coolidge, prezident Spojených států amerických (* 4. července 1872)
- 14. ledna – Aenne Biermann, německá fotografka (* 3. března 1898)
- 16. ledna – René Lorin, francouzský inženýr, vynálezce náporového motoru (* 24. března 1877)
- 31. ledna – John Galsworthy, anglický prozaik (* 14. srpna 1867)
- 04. února – Jean Gilletta, francouzský fotograf (* 1. května 1856)
- 07. února – Charles Bernhoeft, lucemburský dvorní fotograf (* 22. července 1859)
- 12. února – Henri Duparc, francouzský skladatel (* 21. ledna 1848)
- 20. února – Takidži Kobajaši, japonský spisovatel (* 13. října 1903)
- 21. února – Johanes Schmidt, dánský zoolog a fyziolog (* 2. ledna 1872)
- 26. února
  - Thyra Dánská, dánská princezna (* 29. září 1853)
  - Philipp Bauknecht, španělský experionistický malíř (* 1884)
- 06. března – Antonín Čermák, americký podnikatel a politik českého původu (* 9. května 1873)
- 08. března – William Hope, britský spiritistický fotograf (* ? 1863)
- 10. března – Ivo Prodan, kněz, politik, chorvatský bán (* 10. prosince 1852)
- 13. března – Robert Innes, jihoafrický astronom (* 10. listopadu 1861)
- 15. března – Paul Féval mladší, francouzský prozaik (* 25. ledna 1860)
- 18. března – Luigi Amedeo di Savoia-Aosta, italský šlechtic, námořník, horolezec a cestovatel (* 29. ledna 1873)
- 25. března – Erik Jan Hanussen, rakouský varietní umělec a jasnovidec (* 2. června 1889)
- 26. března – Eddie Lang, americký jazzový kytarista (* 25. října 1902)
- 27. března – Matylda Saská, saská princezna (* 19. března 1863)
- 28. března – Friedrich Zander, německý raketový konstruktér (* 11. srpna 1887)
- 04. dubna – Lájos Franciscy, československý politik (* ? 1862)
- 05. dubna – Earl Derr Biggers, americký spisovatel detektivních románů (* 24. srpna 1884)
- 07. dubna
  - Raymond Paley, anglický matematik (* 7. ledna 1907)
  - Karel Štěpán Rakousko-Těšínský, rakouský arcivévoda a admirál (* 5. září 1860)
- 15. dubna – George Saling, americký olympijský vítěz v běhu na 110 metrů překážek z roku 1932 (* 27. července 1909)
- 16. dubna – Harold Peto, anglický zahradní architekt (* 11. července 1854)
- 22. dubna – Henry Royce, britský automobilový konstruktér (* 27. března 1863)
- 25. dubna – Franz Nopcsa, maďarský paleontolog (* 3. května 1877)
- 29. dubna – Konstantinos Kavafis, řecký básník (* 29. dubna 1863)
- 01. května – Carl Roman Abt, švýcarský konstruktér a vynálezce (* 16. července 1850)
- 22. května – Sándor Ferenczi, maďarský psychoanalytik (* 7. července 1873)
- 23. května – Ivan Roškar, jugoslávský ministr zemědělství (* 8. dubna 1860)
- 26. května – Jimmie Rodgers, americký zpěvák country (* 8. září 1897)
- 02. června – Frank Jarvis, americký sprinter, olympijský vítěz (* 31. srpna 1878)
- 14. června – Hans Prinzhorn, německý psychiatr a historik umění (* 6. června 1886)
- 16. června
  - Chajim Arlozorov, izraelský filosof, básník a politik (* 23. února 1899)
  - Anton Beskid, podkarpatoruský právník a politik (* 16. září 1855)
- 20. června – Klára Zetkinová, německá socialistická politička a novinářka (* 5. července 1857)
- 27. června – Nikolaj Smirnov, sovětský spisovatel (* 15. března 1890)
- 29. června – Roscoe Arbuckle, americký herec (* 24. března 1887)
- 02. července
  - Heinrich Baak, německý sochař (* 29. června 1886)
  - Pavel Lebeděv, ruský a sovětský generál (* 3. květen 1872)
- 03. července – Hipólito Yrigoyen, prezident Argentiny (* 12. července 1852)
- 13. srpna – Hasan Prishtina, politický předák kosovských Albánců (* 1873)
- 19. srpna – Anton Witek, česko-německý houslista (* 7. ledna 1872)
- 23. srpna – Adolf Loos, český architekt (* 10. prosince 1870)
- 31. srpna – Štefan Ambrózy-Migazzi, uherský dendrolog (* 5. března 1869)
- 07. září – Max Adalbert, německý divadelní a filmový herec (* 19. února 1874)
- 08. září – Fajsal I., králem Velké Sýrie a Iráku (* 20. května 1883)
- 10. září – Laurits Andersen Ring, dánský malíř (* 15. srpna 1854)
- 15. září – Chafec Chajim, polský rabín a etik (* 6. února 1838)
- 25. září – Paul Ehrenfest, rakouský fyzik a matematik (* 18. ledna 1880)
- 27. září – Zaida Ben-Yusufová, newyorská fotografka (* 21. listopadu 1869)
- 05. října – Nikolaj Judenič, ruský carský generál (* 30. července 1862)
- 06. října
  - Zakaria Paliašvili, gruzínský hudební skladatel (* 16. srpna 1871)
  - Constant Puyo, francouzský fotograf (* 12. listopadu 1857)
- 19. října – Oskari Friman, finský zápasník, olympijský vítěz (* 27. ledna 1893)
- 07. listopadu – Ignaz von Ruber, předlitavský státní úředník a politik (* 8. května 1845)
- 08. listopadu – Vittorio Matteo Corcos, italský malíř (* 4. října 1859)
- 12. listopadu – F. Holland Day, americký malíř (* 8. července 1864)
- 21. listopadu – Frederick Hollyer, anglický fotograf a grafik (* 17. června 1838)
- 04. prosince – Stefan George, německý básník (* 12. července 1868)
- 07. prosince – August Exter, německý architekt (* 18. května 1858)
- 16. prosince – Robert William Chambers, americký malíř a spisovatel (* 26. května 1865)
- 17. prosince
  - Thubtän Gjamccho, 13. tibetský dalajlama (* 12. února 1876)
  - Oskar Potiorek, rakousko-uherský generál (* 20. listopadu 1853)
- 18. prosince – Mary Parker Follettová, americká průkopnice managementu (* 3. září 1868)
- 19. prosince – Friedrich von Ingenohl, německý admirál (* 30. června 1857)
- 21. prosince – Knud Rasmussen, grónský polární badatel a antropolog (* 7. června 1879)
- 26. prosince
  - Anatolij Lunačarskij, ruský marxistický politik a filozof (* 23. listopadu 1875)
  - Henry Watson Fowler, britský jazykovědec a lexikograf (* 10. března 1858)
- 27. prosince – Alexander von Krobatin, ministr války Rakouska-Uherska (* 2. září 1849)

## Hlavy státu
Evropa:
- Československo – Tomáš Garrigue Masaryk
- Litva – Antanas Smetona

Asie:
- Japonsko – Císař Šówa